# 발터 모델
오토 모리츠 발터 모델(독일어: Otto Moritz Walter Model, 독일어 발음: [ˈmoːdəl], 1891년 1월 24일 ~ 1945년 4월 21일)은 제2차 세계 대전 당시 독일 군인이다. 최종 계급은 육군 원수. 동부전선에서는 물론, 노르망디 상륙작전 이후의 서부전선에서도 방어전으로 명성을 쌓았으며 독일 제3국 최고의 방어전 지휘관이며 제2차 세계 대전 최고의 방어전 지휘관이다.
전쟁 초기에는 열정적이고 공격적인 기갑 사령관으로 활동했지만 모델은 방어전의 최고 전문가로 알려지게 된다. 1941년–42년 제9군 사령관으로서 방어전을 승리로 이끈 것이 이러한 경력을 결정지었다.
모델은 제2차 세계 대전 이전부터 히틀러의 눈에 들었다는 주장이 있지만, 1942년 이전까지는 특별히 친밀한 관계는 아니었고 1944년이 되기 전까진 프로파간다에 모델이 등장하는 경우도 드물었다. 모델은 다른 장군들이 공을 세우지 못하는 경우에도 전공을 올리는 등 돋보이는 활약을 했고 1943년 말에 히틀러는 9군 사령관이었던 모델을 일찌감치 집단군 사령관으로 생각하게 된다. 1944년 1월부터 전황이 악화될 때마다 히틀러는 모델을 집단군 사령관, 총사령관으로 임명해 여러 직책을 연임, 겸임시키면서 독일군 전선의 붕괴를 막았다. 이 같은 활약에 발터 모델은 '히틀러의 소방수', '동부전선의 소방수(Feuerwehr der Ostfront)'라고 불리었다.
아르덴 대공세가 실패했지만 1월 말 총통 사령부의 작전 회의에서 모델에 대한 히틀러의 신임은 변함이 없었고 1945년 4월 13일의 작전 회의에서도 루르에 있던 모델에 대해 히틀러는 "나의 최고의 육군원수'라고 칭했다. 그러나 1945년 2월, 군사 재판에서 히틀러가 바라는 대로 유죄 판결을 내릴 것을 모델이 수 차례 거부하면서 상당한 갈등을 빚었고, 모델은 최후의 전장인 루르에서도 네로 명령, 루르 요새 명령을 거부하게 된다. 1945년 4월, 모델은 B 집단군을 자진 해산시킨 뒤 머리에 권총을 쏘아 자살했다.
모델이 친나치주의자였는지 여부와 전쟁 범죄 연루 여부는 논쟁의 대상이 되고 있다. 모델이 최후에 자살한 것에 대해 자살을 목격한 부하들의 진술은 침략 전쟁에 협조한 것에 대한 양심의 가책 때문이었다고 주장하지만, 이를 인용하지 않는 서적들에서는 동부 전선에서의 전쟁 범죄로 소련군에게 수배되자 겁을 먹고 자살한 것이라고 한다.

## 어린 시절 및 경력
모델이 2차 대전 말기에 자신의 개인 기록을 불태웠기 때문에, 전쟁 지휘관으로서의 활약상에 비하여 그의 초기 생애에 대해서는 알려진 것이 적다. 작센 왕국 겐틴의 하류 중산층 비(非) 군인 가문의 음악 선생의 아들로 태어났다. 겐틴의 주민 학교에서 수학한 뒤 1909년 부활절 주간에 인문계 학교인 나움부르크 돔김나지움을 졸업했다. 1909년 나이세(오늘날의 폴란드 니사)에 소재한 육군 사관 후보학교에서 체력적으로 많이 부족해서 군인에 걸맞지 않는다는 평가를 받았고 모델 본인도 기초 훈련을 무척 힘들어 한 나머지 군대를 그만두고 대학에 진학할 준비까지 했지만 이듬해 제52 보병 연대 폰 알펜슐레벤에 소위로 임관했다. 동기 장교 중에 친구가 많지 않았고, 거칠고 직설적인 화법으로 유명해졌다. 이러한 성격은 그의 군 경력 내내 지속되었다.

### 제1차 세계 대전
제1차 세계 대전이 일어나자 모델이 배속된 제52 보병 연대는 제5사단으로 편성되어 서부 전선에서 싸웠다. 모델은 52연대 1대대장 부관으로 근무했다. 1915년 10월, 무릎에 포탄 파편이 박혔음에도 장교가 워낙 부족했기 때문에 병원에 후송되지 않고 그대로 전선에 남아 있다가 포탄 파편이 어깨뼈에 맞고 굴절되어 목의 동맥까지 파고드는 부상을 입고 비로소 병원으로 후송되었고 1급 철십자장을 받았다. 당시 무훈으로 사단장의 눈에 들어 장군 참모 과정에 추천받았지만, 1916년 4월 25일 베르됭 전투에서 중상을 입고 후송되어 수 개월의 입원과 요양 기간을 가진 끝에 9월 중순에야 전선에 복귀하였고 10월 1일 자로 제10 보병 연대 부관이 되어 5사단으로 돌아왔다. 이후 제52 보병 연대 대대장, 제8 근위 척탄병 연대 대대장을 역임했다. 1917년 11월 대위로 승진하고 1918년엔 바트 크로이츠나흐에 위치한 최고 육군 본부에서 에리히 루덴도르프 장군의 직접 지휘를 받는 26명의 장교 중 한 명이 되었다. 이후 근위보충연대 참모로 배치되어 당해 벌어진 춘계 공세에 참여했다. 이후 제36 예비 사단에서 종전을 맞았다.

### 전간기
1차 대전 종료 시점에서 모델은 상당한 잠재력을 지닌 장교라는 평판을 얻었다. 전쟁 당시 제36 예비 사단 사단장이었던 프란츠 폰 란타우 소장에게 높은 평가를 받았고, 신생 바이마르 공화국의 군대 국가방위군의 사실상 총수인 한스 폰 젝트 상급대장의 오스만 제국 파견 시절 연락장교로 근무하며 그의 추천을 받았고, 퇴역한 에리히 루덴도르프 장군과도 서한을 주고 받을 정도로 인연이 깊었다. 모델 자신은 베르사유 조약 군사적 조항에 회의적이었기 때문에 1919년 한 해에만 군대를 그만둘 결심을 두 차례나 했지만, 연합군에 의해 감축당한 국가방위군에서도 여전히 군적을 유지한 장교 4,000 명 중 하나로 남는다. 모델은 바이마르 공화국이 탄생하는 혼란기에 정치에서는 한발짝 물러서 있었지만, 1920년 루르의 공산주의 봉기 당시 진압 부대에 소속되면서 카프 폭동과 같은 국가 전복 시도를 매우 비관적으로 생각하게 되었다.
이듬해 모델은 헤르타 후이센(Herta Huyssen과 결혼했고 슬하에 크리스타(Christa), 헬라(Hella), 한스게오르크(Hansgeorg) 삼남매를 두었다. 모델은 전쟁 이야기를 혐오하였고 가족들에게 절대로 정치나 전쟁 이야기를 나누지 않았다. 아내인 헤르타 역시 정치와 전쟁 이야기를 싫어했다.
1925년, 모델은 국가방위군의 정예 부대인 제3보병사단에 배속되었다. 1928년 이후 모델은 장군참모 기본과정에서 전술 및 군사학을 강의하는 교관으로 근무하며 아돌프 호이징어, 페르디난트 요들, 지크프리트 라스프, 아우구스트 빈터 등에게 해당 학기의 가장 뛰어난 교관이라는 평가를 받았고 1929년엔 프로이센 장군 아우구스트 나이트하르트 폰 그나이제나우에 관한 논문을 발표하여 주목을 받았다. 1930년 병무청 훈련국으로 발령났다. 모델은 군사적 근대화의 열렬한 지지자였으며 동시에 요령 없는 인물로 소문났다. 1938년, 소장으로 진급하여 장성이 된모델은 21 cm 18호 구포로 실물 크기의 체코 요새를 공격하는 시연을 보였으나 히틀러에게 별 감명을 주지 못했다. 당시 많은 육군 장교들이 그러했듯이 모델은 나치 정권의 지지자였고, 베를린에 있으면서 모델은 나치 정권의 여러 고위 인물들과 접촉했으며, 특히 괴벨스와 슈페어와 친밀한 관계였다는 주장이 있지만 정황상 근거에 비해 명확한 증거와 기록은 아직까지 나오지 않았다.
반면 독실한 루터교 신자였던 모델이 나치의 종교 개입에 반대하며 마르틴 니묄러 목사와 주고 받은 서한은 여전히 남아있다. 그리고 모델은 작센의 주도 드레스덴의 관구장이었던 무츠만이 주도한 나치당과 국방군의 교류 행사에 전혀 참석하지 않고 제3집단군 사령관 요하네스 블라스코비츠와 함께 교회 예배에 참석하면서 "민족사회주의적 독일 그리스도인들"(Deutschen Christen)을 딱 잘라 거부했다.

## 제2차 세계 대전
모델은 제2차 세계 대전 발발 첫 해 당시 폴란드 침공 때는 제4육군단 참모장을 지내고, 이후 프랑스 공방전 때는 제16군 참모장을 지냈다. 1940년 4월 중장으로 진급하여 그해 11월 제3기갑사단 사단장이 되어 최초로 참모가 아닌 사령관직을 맡게 되었다. 모델은 부대 조직 및 지휘에서 모든 형식적 요소를 무시했고, 이는 사병들에게는 열광받았지만 그 뒤치닥거리를 해야 하는 참모장교들에게는 불만의 대상이 되었다. 또한 모델은 전차병도 보병과 함께 훈련을 받고 공병도 정찰병과 함께 훈련받게 하는 등 제병과연합훈련을 통해 부하들의 본래 병과와 상관없이 어떠한 상황에서도 임기응변적 대응이 가능하도록 했다. 이렇듯 모델은 독일 정규군이 전투단 체계에 익숙해지기를 기대했는데, 대전 후기에는 당연한 일이 되었지만 1941년 초 이전까지만 해도 이러한 체계는 독일 국방군에서 보편적인 방식은 아니었다.

### 독소전쟁 개전

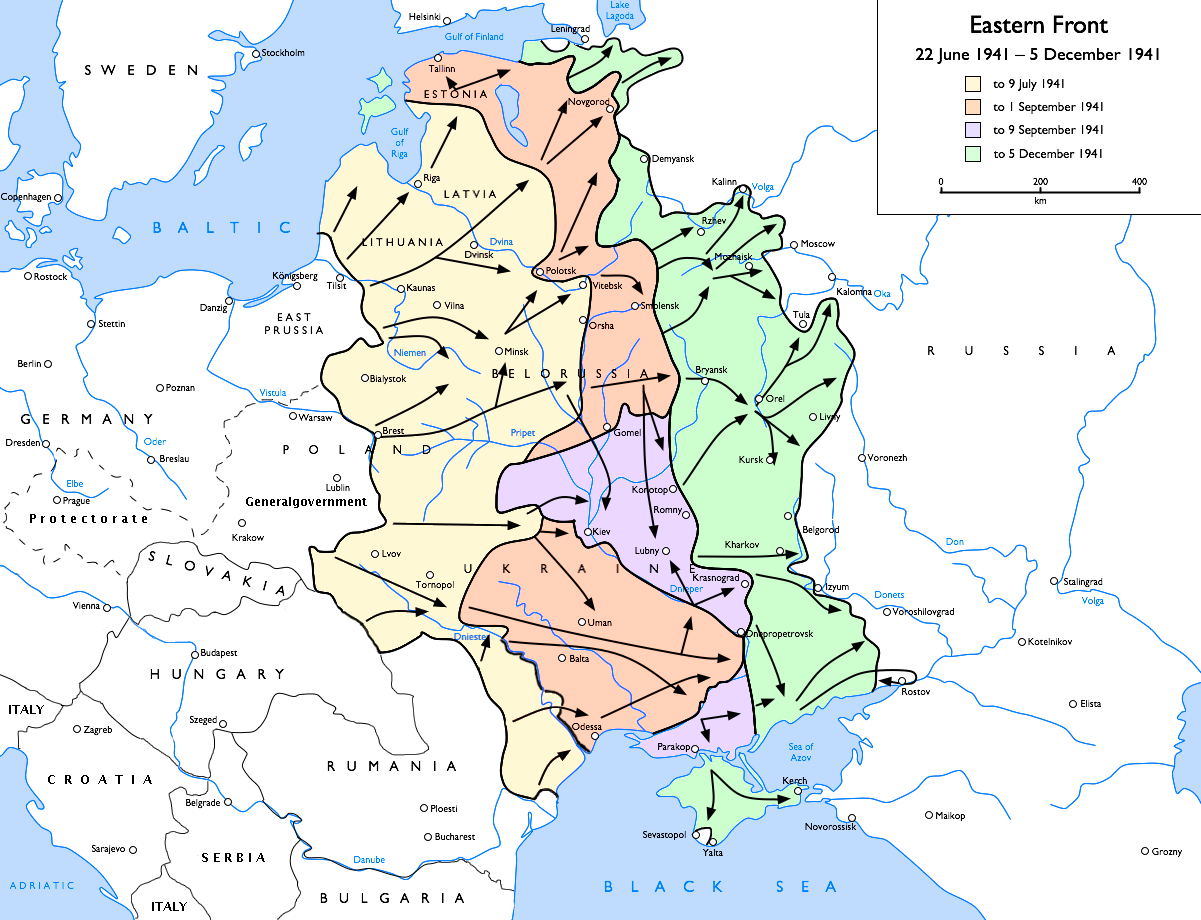
1941년 6월에서 12월까지, 바르바로사 작전 당시 독일군 진격도.

바르바로사 작전 당시 모델의 제3기갑사단은 제24기갑군단에 배속되었고, 제24기갑군단은 또 제2기갑집단에 배속되었다. 제2기갑집단 사령관은 하인츠 구데리안이었다. 작전은 1941년 6월 22일 개시되었고, 구데리안은 위험할 정도로 빠른 속도로 진격할 것을 각 사단에 독촉했다. 이런 요구는 모델에게 딱 어울렸고, 모델은 제2기갑집단의 선두에 서서 7월 4일 드네프르강에 최초 도달하여 이 공로로 기사십자 철십자장을 수훈한다. 그러나 소련 붉은 군대도 드네프르 강을 방어선으로 삼으려 했기에 병력을 온존한 채 강을 건너는 것은 또 다른 문제였다. 제3기갑군단의 선봉대는 소련 제21군에게 격퇴당했고, 독일군은 7월 10일까지 도하 준비가 완료되지 못했다. 이에 추가 병력을 지원받은 모델은 자기 부대를 3개 집단으로 나누었다. 우선 보병집단이 강을 건너 교두보를 마련하고, 기갑집단은 교두보를 통과해 계속 진격하며, 야포는 거의 모두 화력지원집단이 운용하게 했다. 계획은 성공적으로 진행되었고 거의 사상자 없이 도하에 성공했다. 이후 2주에 걸쳐 기갑집단의 측면 방어전이 계속되었고, 제3기갑사단에 더해 제1기병사단을 받아 "모델 집단"을 형성하게 된 모델은 로슬라블 근교에서 소련군 대군을 격파했다.

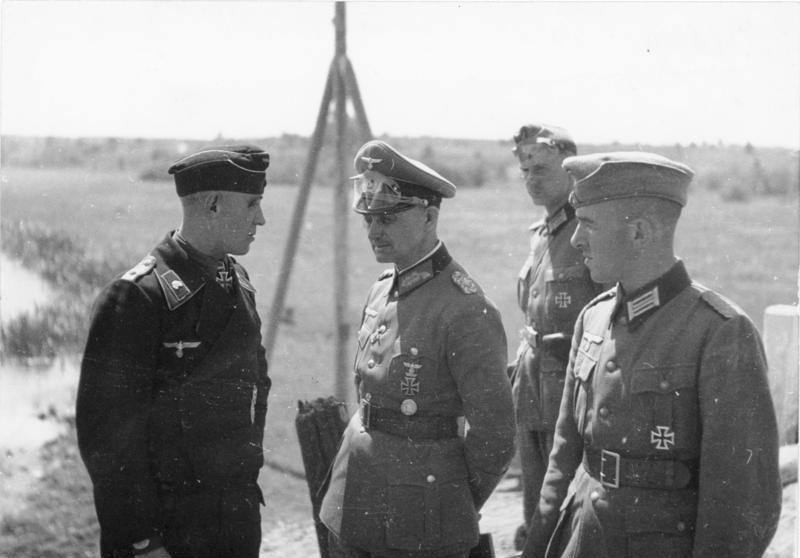
에른스트게오르크 부흐터키르히와 이야기를 나누는 모델(가운데). 1941년 7월 동부전선.

스몰렌스크 전투가 실패로 끝나자 히틀러는 공격 방향을 바꾸라는 명령을 내렸고, 구데리안의 기갑집단은 남쪽으로 우크라이나 방향으로 진로를 틀었다. 제2기갑집단은 키예프를 방어하는 소련군을 포위하기 위해 지원도 없이 275 킬로미터를 진격했고, 이번에도 모델의 3기갑사단이 그 예봉에 섰다. 1941년 8월 24일에서 9월 14일 사이에 모델은 소련 남서부 전선군의 후방을 전격적으로 찔러들어갔다. 그 결과 제3사단은 로크비스타에서 남부 집단군의 제16기갑사단과 접촉하는 데 성공했다. 이후 소련군의 저항을 잠재우는 데는 또 며칠이 더 걸렸으나, 이로써 키예프 포위망은 완성되었다.

### 모스크바
키예프 포위 직후 모델은 기갑대장으로 승진했고 제3기갑사단이 튤라 전투를 준비 중에 제41기갑군단 군단장에 임명된다. 제41기갑군단은 모스크바 공격작전인 태풍 작전에 참여 중이었다. 공격은 1941년 10월 2일 시작되었고, 모델은 전투가 이미 한창이던 11월 14일에야 새 부임지에 도착했다.
제41기갑군단은 게오르크한스 라인하르트의 제3기갑집단에 속해 있었다. 제3기갑집단 사령부는 모스크바 북서쪽으로 160 킬로미터 떨어진 칼리닌에 위치해 있었는데, 모델은 10월 28일 대장으로 승진했고 칼리닌까지 가는 데 2주가 더 걸렸다. 보급선이 길게 늘어져 군단은 이미 지칠 대로 지쳐 있었고, 혹한이 독일군을 좀먹기 시작했다. 그럼에도 사기는 여전이 높았고, 모델이 도착한 직후 모스크바를 향한 마지막 공격 시도가 시작되었다. 그야말로 정력의 돌개바람 같았던 모델은 최전선을 돌아다니며 부대들을 독려했다. 또한 그는 세부 규약이나 명령체계를 마구 헤집으며 돌아다녔고, 참모들은 그런 모델을 뒤쫓아 바쁘게 돌아다녀야 했다. 12월 5일, 제51기갑군단의 제6기갑사단이 모스크바 크렘린에서 불과 35 킬로미터 떨어진 이오흔카에 도달했다. 그러나 바로 그 지점에서 기온이 영하 20에서 영하 40도까지 떨어지면서 무기와 차량들이 얼어붙어 진격은 멈추었고, 독일군은 공세작전을 멈출 수밖에 없었다.
독일군이 진격을 멈추자마자 소련군의 칼리닌 전선군, 서부 전선군, 남서부 전선군이 중부 집단군을 모스크바에서 쫓아내기 위해 대규모 역공을 개시했다. 3주에 걸친 혼란하고 야만적인 싸움 끝에 라인하르트는 부대가 포위될 가능성을 피하고자 라마강 선 뒤로 후퇴하게 된다. 후퇴시 후미 엄호를 맡게 된 모델은 엄격하고 때로는 가혹할 정도의 리더십으로 공황상태의 독일군의 질서를 몇 번에 걸쳐 회복시켰다. 혼잡한 기로에서 몇 번씩 권총을 꺼내들기도 했으나 퇴각이 궤주의 지경에 이른 일은 한 번도 없었다.
이때 모델은 독일군이 연속적인 방어선이 아닌 거점 방어 형태를 취했을 때 전술적 조화가 엉망인 소련군의 공격(제파적돌격)이 성공할 확률이 높으며, 또한 소련의 군수 상황은 빠르게 움직이는 전투를 따라가기에 아직 불충분하다는 점을 포착했다. 그러므로 공백이 발생한다 하더라도 그것이 위기로 직결되는 것은 아니라는 판단 하에 모델은 부하들에게 산개를 명령하여 소련군에 대한 포병 화력 우위를 얻어냈다. 그런 한편 소규모 기계화전투단을 이용해 가능한 모든 돌파구를 시도했다. 비록 비싼 대가를 치렀지만(1941년 말 제6기갑사단은 모든 전선에서 전투원뿐 아니라 지원병력과 참모진까지 다 긁어모아 병력이 1,000 명에 불과했다) 이러한 모델의 전술은 성공적이었고, 그 뒤로도 유사한 전술을 계속 고수하게 된다.

### 르제프
모델의 전선 유지 공적은 널리 알려지게 되었고 1942년 1월 르제프 돌출부의 제9군 사령관으로 발령난다. 이는 매우 파격적인 인사로서, 중부 집단군만 쳐도 모델보다 선임인 장교가 열다섯 명이나 있는데도 그들을 모두 뛰어넘고 임명된 것이다.
전선으로 출발하기 직전, 모델은 히틀러와 할더에게 장황한 칭찬을 들었다. 두 사람은 모델의 견실함이 군의 파괴를 막는 데 필수적이라는 인상을 받았고, 특히 히틀러는 모델의 통큰 성격을 매우 마음에 들어해서 모델이 떠난 뒤 “그 눈을 보았는가? 나는 저 자가 해낼 것이라고 믿네. 하지만 저 자의 밑에서 일하고 싶지는 않군.”이라는 말을 할 정도였다. 모델이 도착했을 당시 르제프 돌출부 상황은 그야말로 난장판이었다. 칼리닌 전선군이 방어선을 뚫고 들어와 중부 집단군의 주요 보급로인 모스크바-스몰렌스크 간 철도를 위협하고 있었다. 그러나 모델은 공격자들의 위치가 불안정함을 간파하고 즉시 반격하여 소련 제39군을 고립시켜 버렸다. 이후 격렬한 전투가 2월까지 지속되었다. 소련군은 여러 차례에 걸쳐 39군 병사들을 구하려 시도했으나 모델은 그것을 모두 격퇴해 버린 뒤 느긋하게 포위망을 짓눌러 제압했고, 일련의 작전은 7월 중순에 절정에 달했다. 이 공적으로 모델은 곡엽 기사십자 철십자장을 수훈하고 상급대장으로 승진한다.
제9군의 전선을 회복시킨 모델은 그 전선을 유지시키기기 시작했다. 그의 방어 교리는 종래의 사고방식에 자신의 독창적 전술 혁신을 조합한 것으로서 다음과 같은 원칙들로 이루어져 있었다.
- 후방의 분석관들에게 의존하지 않고 최전방의 정찰 내용에 의거한 최신의 정보.
- 그 두께가 아무리 얇아도 좋으니 끊기지 않는 최전선 유지.
- 돌파구가 발생할 모든 만일의 상황에 대비할 수 있는 전술예비대.
- 중앙집중식 포병 지휘통제. 제1차 세계 대전 말엽 독일 사단들은 각 연대별로 포병들을 분산 배치했기 때문에 일점 화력 집중에 어려움을 겪었다. 모델은 포병대를 각 사단장 및 군단장에게 직속으로 딸린 특별 대대로 재편성했다.
- 적의 진격을 늦추기 위한 복수의 고정 방어선. 사실 히틀러는 방어선을 여러 개 축성하면 병사들이 후방 방어선이 있다는 생각에 현재 위치를 쉽게 포기할 것이라는 논리로 복수 방어선 축성을 금지했다. 모델은 이 명령을 묵살했다.

후방 방어선 축성은 히틀러의 의사에 정면으로 반하는 것이었으나 상당히 유용한 방법으로 사용되었다. 이는 모델의 영향력이 통한 것이라 할 수 있으며, 모델이 전장에 부재할 상황에서도 그러하였다. 1942년 7월 말, 소련군이 재차 공세를 하여 르제프의 독일군 전선이 붕괴했다. 전선 시찰을 마친 모델이 피젤러 슈토르히에 탑승하여 사령부로 돌아가던 길에 파르티잔의 기관총 사격을 받아 중상을 입고 요양 중일 때, 하인리히 폰 피팅호프 대장이 임시로 사령관 대행을 하고 있었다. 9군에게 있어 모델의 존재감은 상당했다. 모델은 8월 7일 제9군 사령관으로 복귀하였는데 그의 복귀 소식이 미리 전해지자 시쵸프카 9군 사령부의 참모장교들부터 일선의 장병들까지 모두가 기뻐했다. 모델의 복귀하면서 소련군의 공세도 약화되었고 모델은 병사들을 추스르며 다음 전투에 대비했다. 8월 말에 모델은 집단군 사령부의 폰 클루게에게 추가 사단을 보내주든지, 아니면 어떻게 전투를 계속해야 할지 상세한 지시를 내려달라고 단호하게 요구했다.
9월의 춘계 공세에서 스탈린은 미국의 특사 웬들 윌키를 르제프 전투에 참관시킬 정도로 심혈을 기울었으나 단 한 번의 돌격으로 21,221명의 전사자와 54,378명의 부상자를 기록하며 또다시 패퇴했다. 그러나 게오르기 주코프는 여전히 르제프 돌출부에서 얻어낼 수 있는 것이 많다는 인식 하에 11월 더욱 많은 군세로 재공세를 시도했다(암호명 화성 작전). 소련군이 네 방향에서 동시에 제9군을 공격해왔다. 모델의 방어전 능력은 다시 한번 시험대에 올랐고, 이번에도 소련군의 예봉을 꺾는 데 성공했다. 모델은 르제프에서의 계속된 전공으로 “방어의 사자(Abwehrlöwen"로 불리게 된다. 이는 모델의 많은 별명 중에서도 가장 유명한 것으로 전간기 모델의 스승이었던 프리츠 폰 로스베르크 장군의 별명이기도 했다. 이러한 방어전의 성공의 비결은 휴지 상태 지역의 병력을 요지로 재배치하는 능력에 있었다. 리델 하트는 모델이 거의 텅 빈 전쟁터에서 예비대를 모으는 데 경이로운 능력을 지녔다고 평가했다.
1943년 3월, 제9군은 결국 전선 단축을 위해 르제프 돌출부를 포기했다(물소 작전). 물소 작전이 시행되기 전까지 몇 주에 걸쳐 대규모 파르티잔 토벌이 수행되었고, 그 결과 러시아인 3,000 여명이 사망했다. 그 중 절대 다수는 비무장 상태였으며, 이는 노획된 무기 내역(소총 227정, 권총 41정, 기관총 61정, 박격포 17문, 대전차총 9문, 경야포 16문)을 보면 확실히 알 수 있다. 이후 돌출부를 포기하고 후퇴하는 데는 또 2주가 걸렸고, 중부집단군은 거의 피해 없이 병력 300,000여명, 전차 100 대, 야포 400문을 이동시킬 수 있었다. 이 과정에서 모델은 붉은 군대의 추격을 저해하기 위한 초토화 명령을 내렸다. 모델의 명령에 따라 독일군은 남자 민간인들을 모두 퇴거시키고 우물에 독을 탔으며 최소 두 다스 이상의 취락을 불태웠다.
1943년 4월 7일 발행된 소련군 공식 보고서에서는 독일군의 초토화 정책의 효과를 다음과 같이 보여주고 있다. 비아즈마에서는 건물 5,500 채가 파괴되어 조그마한 민가 51채만이 남아 있었고, 그자츠크에서는 1,600 채의 건물 중 300 채, 르제프에서는 5,400 채 중 500 채밖에 남지 않았다. 앞서 언급한 세 도시에서만 15,000 명의 민간인들이 퇴거당했다. 도시 뿐 아니라 농촌지역도 똑같은 피해를 입었다. 시체프카 지역에서는 248개 취락 중 137개가 불탔다. 독일군이 물러간 직후 이 지역을 방문한 영국의 종군기자 알렉산더 워스는 모델의 명령으로 인한 결과를 직접 목도했다. 보고서는 “고의적 절멸정책”에 책임이 있는 전쟁범죄자 목록의 필두에 모델을 올려놓고 있으며, 민간인 학살의 대부분은 게슈타포나 친위대 보안국이 아닌 국방군 정규군에 의해 수행되었다고 밝히고 있다.
같은 달 모델은 곡엽검 기사십자 철십자장을 받았고 제9군은 오렐로 이동하라는 명령을 받았다.

### 쿠르스크, 오렐
1943년 7월 5일, 모델은 성채 작전 당시 쿠르스크 북쪽 협격을 맡았다. 성채 작전은 독일 고위 지휘관들 사이에서 큰 논쟁이 되었는데, 쿠르트 차이츨러 참모총장은 히틀러의 초기 작전안에 찬성하여 구체적인 작전 계획을 수립했고 남부 집단군 사령관인 에리히 폰 만슈타인은 쿠르스크 돌출부에 대한 공격이 5월에 개시되어야 한다고 주장한 반면, 하인츠 구데리안과 알베르트 슈페어는 돌출부를 공격해서는 안 되며 소련군이 공세를 개시할 때까지 기다렸다가 반격해야 한다고 주장했다. 모델 역시 콘스탄틴 로코솝스키의 중앙 전선군이 병력, 전차, 야포 모든 면에서 독일군의 두 배 이상인 점을 지적하며 이 공격의 유용성에 의문을 표했다. 모델은 히틀러에게 이미 4월 말에 방대한 양의 항공 사진을 제시하며 쿠르스크에는 이미 소련군의 방어가 튼튼히 형성되어 있음을 증명했고, '소련군은 아군의 공격을 예상하고 있으니 이 작전은 아예 포기해 버리거나 성공하려면 새로운 전술을 채택해야 한다'고 반대하며 참모총장인 차이츨러에게도 직접적으로 '성채 작전은 잃는 것만 클 뿐 성공 가능성은 없다.'고 반박했다. 구데리안은 모델이 정확한 판단을 내렸다고 기록했다.
소련군 사료와 독일군 사료를 비교 분석한 쿠르스크 주립대학의 발레리 자물린 교수 또한 "모델은 성채 작전을 반대하고 있었다. 모델은 성채 작전이 성공할 가능성이 낮다는 것을 파악하고 있었을 뿐만 아니라 더욱 중요한 점은, 자신의 입장을 명확히 설명하기 위해 히틀러에게 직언할 용기가 있었던 극소수의 사람 중 하나였다는 것이다."라며 모델이 히틀러가 주관한 작전 회의에서도 자신의 주장을 굽히지 않았음을 강조했다.
모델과 구데리안의 예상대로 쿠르스크 돌출부의 독일군 공세는 실패했고, 북부 방면의 제9군은 순식간에 소련군의 정교한 요새화에 휘말리게 되었다. 쿠르스크 돌출부의 붉은 군대 병력은 공격하는 병력 수보다도 더 빠르게 불어나고 있었고, 모델의 공격 전술은 어느 하나 성공을 거두지 못했다. 남쪽 협격을 맡은 폰 만슈타인의 부대와 비교했을 4호 전차는 전부 남부 집단군에게 배치되었고, 9군에 배치된 포르 페르디난트는 보병 진지에 취약했다. 결국 모델은 기갑부대를 투입하기 전에 보병으로 로코솝스키의 전선에 구멍을 내려고 했지만 통하지 않았다. 독일군은 7일간 불과 12 킬로미터 이하를 진격하는 동안 심각한 피해를 입었고, 개활지로의 돌파구를 만들 수도 없었다. 모델은 기갑병을 투입했으나 효과는 거의 없었고 더욱 많은 피해만 발생했다. 이렇게 된 이유는 붉은 군대가 북쪽의 모델에게 더욱 집중된 방어를 펼쳤으며, 로코솝스키가 공격이 가해질 장소를 정확히 예측했고, 해당 지역을 방어를 강화시켰기 때문이다. 또한 모델이 공격에 보병을 이용했음은 모델의 기갑 손실이 폰 만슈타인보다 적었음을 의미한다.
쿠르스크 이전에 모델은 소련군이 오렐 돌출부를 공격할 가능성을 생각했고, 그에 대비하여 육군최고사령부에게 알리지도 않고 대규모 요새화를 진행했다. 7월 12일 모델의 진격이 멈추자 소련군의 역공이 개시되었다(쿠투조프 작전). 로코솝스키의 중앙 전선군 뿐 아니라 브랸스크 전선군과 서부 전선군까지 동원되어 모델이 성채 작전에서 동원했던 것보다 더욱 많은 소련군 병력이 집중되었다. 폰 클루게는 모델에게 제9군 뿐 아니라 제2기갑군의 지휘까지 맡겼고, 덕분에 모델은 성채 작전 때보다 더 많은 병력을 지휘할 수 있었다. 소련군이 수적 우세를 점하였기에 스타프카는 48시간 안에 오렐에 도달하여 독일군을 세 개로 쪼개 버릴 수 있으리라 예상했다. 그러나 전투는 3주 뒤에야 종료되었고 모델의 독일군은 질서정연하게 오렐 돌출부를 탈출했다. 제9군과 제2군의 피해 내역을 보면 쿠투조프 작전과 성채 작전의 전투 규모를 비교할 수 있다. 7월 1일에서 10이 사이 독일군의 사상자는 21,000 여명이었고, 11일에서 31일 사이에는 62,000 여명이었다. 같은 기간 모델은 붉은 군대에 사상자 42만 9,890명, 전차 손실 2,586대의 극심한 출혈을 강요했고 중부잡단군은 모델이 바라던 대로 전선을 축소하며 또다시 예비대를 확보할 수 있었다. 때문에 성채 작전이 실패했음에도 모델의 명성은 더욱 올라갔다.
르제프 돌출부 때와 마찬가지로 모델은 오렐 돌출부에서도 초토화를 명령했고, 그 결과 산업기반과 농작물이 파괴된 비인간적 상황에 민간인 250,000 여명이 방치되었다.
오렐을 잃은 뒤 붉은 군대는 북쪽에서는 스몰렌스크에서, 남쪽에서는 로스토프에서 협격 공세를 개시했고 모델은 드네프르강까지 후퇴했다(제2차 스몰렌스크 전투). 9월 말 모델은 제9군 사령관에서 교체되었고 3개월간 드레스덴의 가족들과 휴가를 보냈다. 모델이 가족들과 함께 보낸 마지막 성탄절이었다.

### 에스토니아

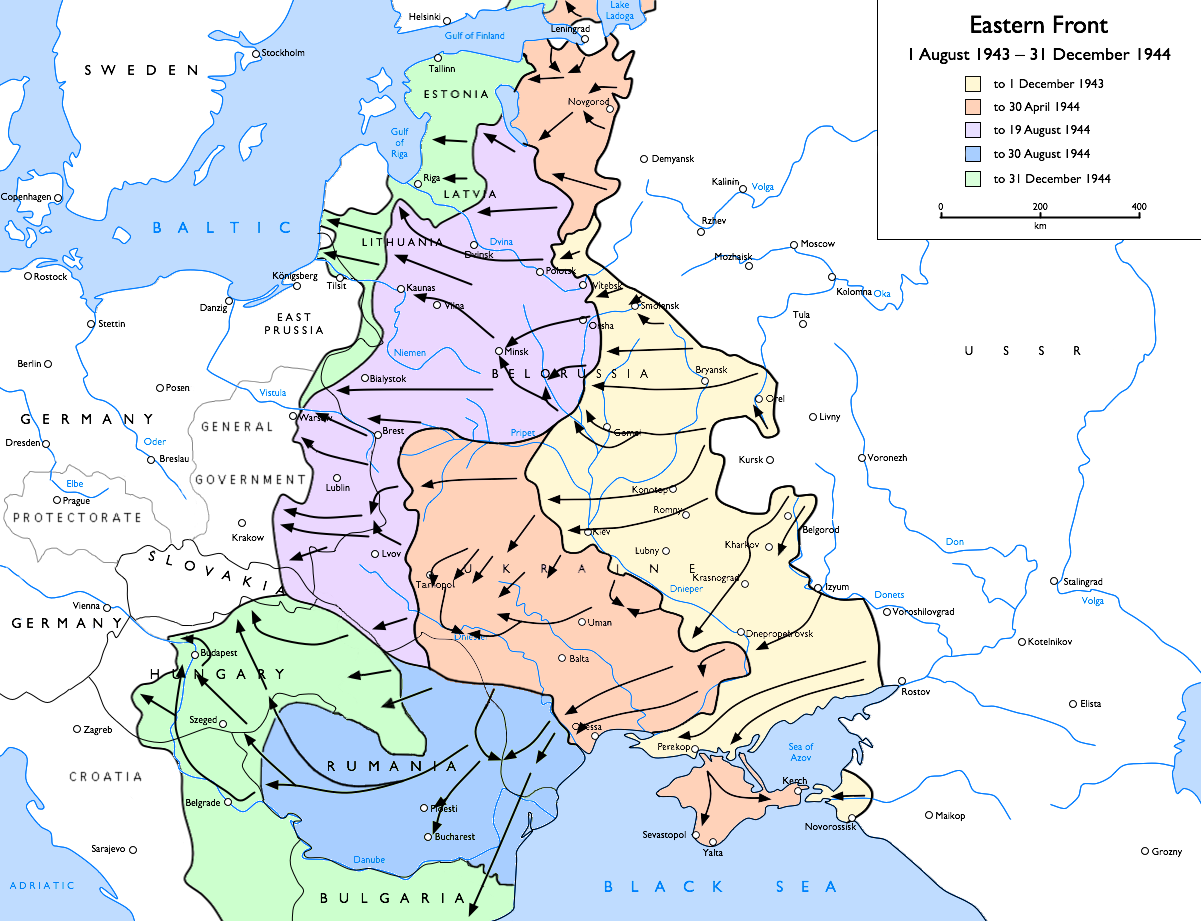
1943년 8월에서 1944년 12월까지 소련군의 동부전선 진격도.

모델의 해임은 그가 히틀러의 신임을 잃었음을 의미하는 것이 아니고, 오히려 더욱 신임을 얻었음을 의미하는 것이었다. 총통은 모델을 그가 필요할 때 또다른 위급상황에 사용할 수 있기를 원했다. 1944년 1월, 레닌그라드를 포위하고 있던 북부 집단군의 포위망이 볼코프, 레닌그라드, 제2발트 전선군에 의해 돌파되자 포위망이 돌파되고 2주 뒤인 1월 29일 모델이 북부 집단군 사령관으로 급파된다. 상황은 대단히 심각했다(그러나 모델은 이런 상황을 앞으로 계속 마주하게 된다). 제18군의 3개 군단 중 2개 군단이 분쇄되었고, 나르바를 방어하던 제3SS기갑군단과의 연락이 두절되었다.
전임 북부 집단군 사령관 게오르크 폰 퀴흘러는 에스토니아의 판터 선까지의 후퇴를 허가해 달라고 상부에 탄원했다. 이에 비해 모델은 후퇴 이야기는 꺼내지 않고 "방패와 검(Schild und Schwert)"이라는 새 정책을 이야기했다. 이 교리는 땅을 일시적으로 포기하는 것일 뿐, 후퇴함으로써 예비대를 모아 즉시 반격을 가해 붉은 군대를 몰아내는 것을 그 골자로 했다. 이 공격적인 발언은 모델에게 지원해 줄 예비대가 더 이상 없었음에도 불구하고 땅은 잃고 싶지 않던 히틀러와 OKH에게 먹혀들었다. 역사학자들은 방패와 검 교리의 중요성에 대해 아직까지 논쟁하고 있는데, 일부 학자들은 이 교리가 사실 히틀러가 만든 것이라고 하고, 또다른 학자들은 모델이 판터 선까지 후퇴하고자 했으나 히틀러가 그것을 들어줄 리가 없으니 진짜 의도를 숨기고자 한 계산된 거짓말이라고 본다.
어느 쪽이 맞든 간에 모델이 판터 선까지 후퇴함으로써 점령지의 "일시적" 상실은 그대로 영구적 상실이 되었다. 모델은 나르바 방면의 방어를 오토 슈폰하이머에게 위임하여 나르바 분견군을 지휘하도록 했고, 자기는 곤경에 처한 제18군을 구출하는 데 집중했다. OKH의 허락도 받지 않고 모델은 소련군의 출혈을 강요하고 진격속도를 늦추기 위한 여러 개의 중간 방어선들을 축성하여 후퇴를 엄호하도록 했다.
3월이 되자 후퇴는 완료되었다. 모델의 병력은 거의 온전하게 후퇴했으나 이후의 싸움은 격렬했다. 방패와 검에 따른 반격 과정에서 10,000 – 12,000 명의 병력 손실이 발생했다. 이런 반격은 대개 점령지 회복에는 실패했으나, 붉은 군대의 균형을 뒤흔들며 모델이 부대를 계속 후퇴시킬 시간을 벌어 주었다. 또한 전선이 계속 서쪽으로 이동하고 있음에도 불구하고 모델이 공격적 자세를 취하고 있다고 히틀러의 눈을 속일 수 있는 효과도 있었다.
3월 1일 모델은 육군 원수로 진급했다. 불과 6년만에 대령에서 원수까지 고속으로 진급한 것이다.

### 우크라이나, 폴란드
1944년 3월, 갈리치아의 북우크라이나 집단군은 주코프의 제1우크라이나 전선군의 거센 압박을 받으며 후퇴하고 있었다. 남부 집단군 사령관 폰 만슈타인은 히틀러의 신임을 잃었다. 만슈타인의 과거 공적에도 불구하고 그보다 더욱 강경하게 방어전에 나설 사람을 원한 히틀러는 만슈타인을 자르고 그를 모델과 교체시킨다. 이후 만슈타인은 1년 넘게 아무런 보직도 맡지 못하다가 종전을 맞는다.
6월 28일, 소련군이 벨로루시 방면으로의 공세(바그라티온 작전)를 개시함으로써 중부 집단군이 찢어졌고, 모델은 이를 구원하기 위해 북상한다. 제9군(모델의 옛 부대)과 제4군이 고립되었고, 붉은 군대는 민스크 해방을 목전에 두고 있었다. 거의 재앙 수준의 상황에도 불구하고 모델은 아직 민스크를 지킬 수 있다고 생각했다. 그러나 그러기 위해서는 제4군이 고립부 밖으로 탈출하여 다른 부대와 합류, 소련군의 진격을 반격할 수 있는 증원군의 구실을 하면서 또한 서쪽으로 계속 후퇴하여 전선 길이를 줄일 필요가 있었다. 모델이 무슨 용을 쓰든 독일군의 상황은 이미 어찌할 수 없는 지경이었다는 것이 오늘날의 정설이나, 히틀러는 너무 늦을 때까지 제4군의 탈출도 전선의 전체적 후퇴도 모두 승인을 거부했다.
7월 3일 소련 제1벨로루시 전선군과 제3벨로루시 전선군이 민스크를 탈환했다. 모델은 북부 집단군과 북우크라이나 집단군에서 구원 사단을 보내오면 민스크 서쪽 외곽에 전선을 재구축할 수 있으리라 기대했다. 그러나 독일군 병력은 그럴 여력이 없었고, 7월 12일까지 빌뉴스-바라노비치까지 쭉쭉 밀려난다. 한편 제1우크라이나 전선군(이반 코네프로 사령관이 교체)과 제1벨로루시 전선군 좌익이 북우크라이나 집단군에 대해 새로운 공세를 개시했다(르보프-산도미에르즈 공세). 이 전투에서 제1기갑군은 모델의 방어전술을 이용해 겨우겨우 르보프 동쪽 전선을 유지할 수 있었으나, 중부 집단군 지원을 위해 계속 병력이 유출된 제4기갑군이 소련군의 진격을 막아내지 못하자 제1기갑군까지 모두 후퇴하게 된다. 히틀러는 그동안 피해를 입지 않은 4개 정예사단(제3SS기갑사단 토텐코프, 제5SS기갑사단 비킹, 헤르만 괴링 사단, 그로스도이칠란트 사단)을 모델에게 지원해 주었고, 모델은 바르샤바 코앞까지 와서야 붉은 군대의 진격을 멈출 수 있었다.
1944년 모델은 동부전선의 3개 집단군을 돌아가면서 모두 지휘해 보았고, 1944년 중순 잠깐 동안에는 중부 집단군과 북우크라이나 집단군을 동시에 지휘하기도 했다.

### 노르망디

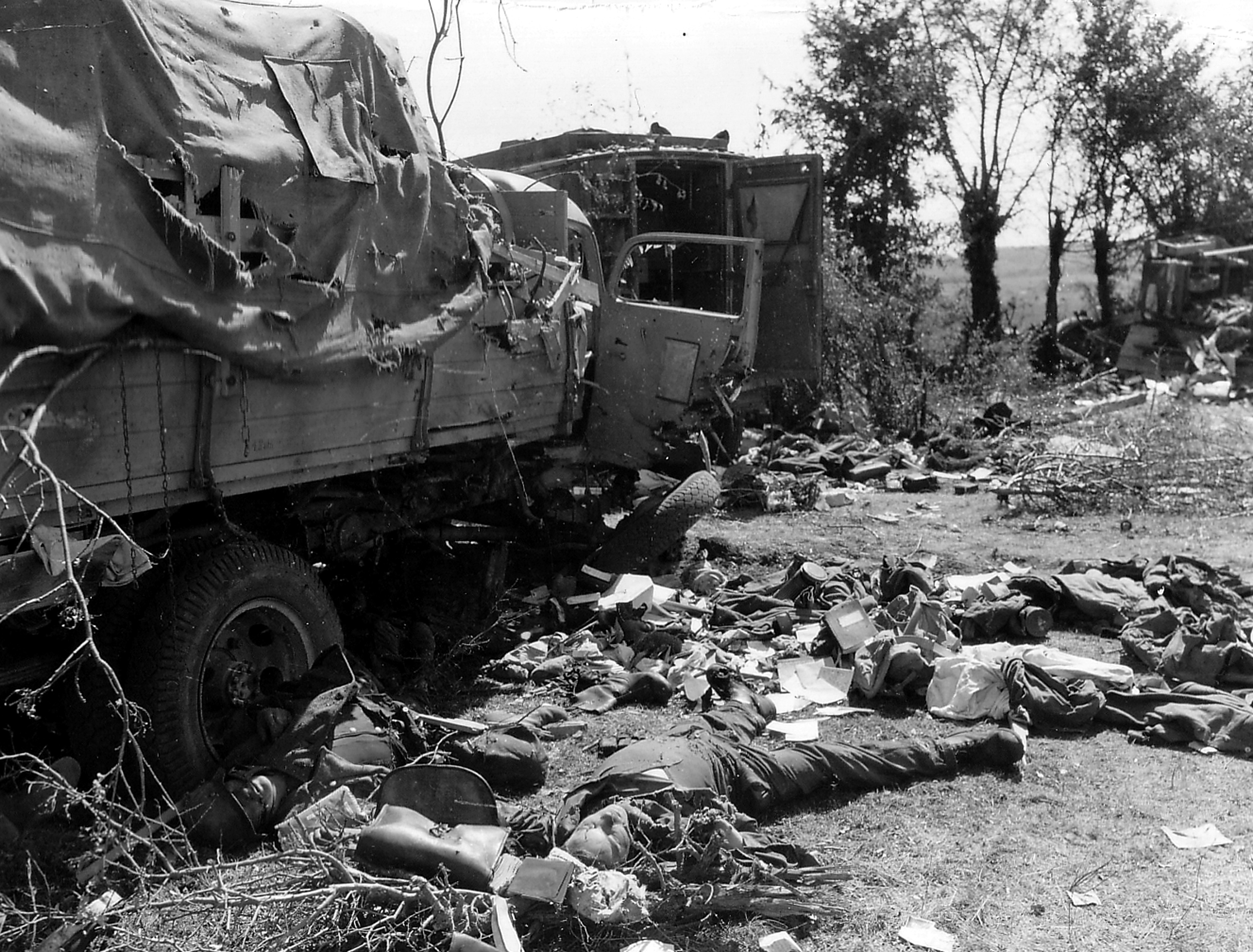
팔레즈 근처에서 파괴된 독일군 수송대

1944년 8월 17일, 모델은 동부전선의 공적으로 히틀러에게 곡엽검금강석 기사십자 철십자장을 받음과 동시에 서부전선으로 전출되어 B 집단군 사령관 및 서부최고지휘관 귄터 폰 클루게와 교대했다. 한 달 전의 7월 20일 음모에 연루된 클루게는 모델과 교체되어 독일 본토로 돌아가는 길에 음독 자살한다. 당시 서부전선에서는 근 2개월간의 치열한 싸움 끝에 노르망디 전선이 붕괴, 미국 제3군이 센강을 향해 육박하고 있었고, B 집단군은 팔레즈 고립부에 갇혀 섬멸될 위기에 처해 있었다.
모델의 첫 번째 명령은 팔레즈를 방어하라는 것이었으나 이를 들은 참모진의 반응은 신통치 않았다. 곧바로 마음을 고쳐먹은 모델은 히틀러에게 제7군과 에버바흐 기갑집단의 즉각적 탈출을 허가해 달라고 설득했다. 전임자 클루게는 정치력 부족으로 할 수 없던 일이었다. 이를 통해 모델은 포위된 병력의 상당수를 건져낼 수 있었지만 그 대가로 기갑 및 중화기 병력을 거의 모두 소진했다. 히틀러가 파리 사수를 요구하자 모델은 추가병력 200,000 명과 새 기갑사단 여러 개를 지원해 주신다면야 할 수 있다고 대꾸했다. 혹자는 이를 파리 사수가 불가능하다는 불만을 치졸하게 표현한 것이라고 하고, 혹자는 신중한 협상 요구라고 본다. 당연히 모델이 요구한 증원은 불가능했고, 파리는 8월 25일 연합군에게 함락된다. 그동안 모델은 독일 국경 너머까지 후퇴한다.
9월 초가 되면 연합군이 제공권을 장악하면서 B집단군과 서부전선 총사령부의 먼 거리를 오가야 했던 모델의 임무는 극도로 어려워졌다. 때문에 서부전선 총사령관 직을 게르트 폰 룬트슈테트 원수에게 인수인계할 때 사령부에서 모델은 노원수를 반갑게 맞이했다. 이후 1945년 4월, B집단군을 해산시킬 때까지 모델은 B 집단군 사령관직을 유지한다.

### 독일 본토 방어
모델은 B집단군 사령부를 네덜란드 아른험 근교 우스터비크에 마련하고 지크프리트 선을 기반으로 B집단군 재편과 네덜란드, 독일 본토 방어에 집중하게 된다, 그러나 연합군 정보부는 이를 파악하지 못했다.

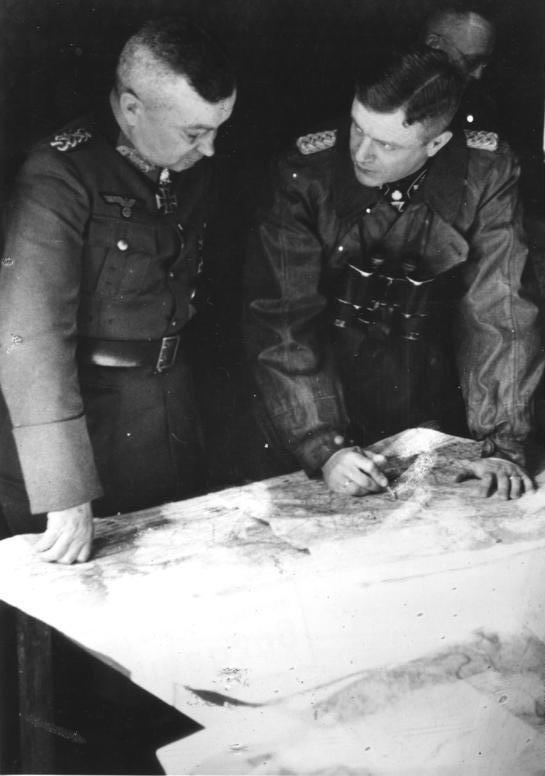
모델(좌측)과 하인츠 하르멜.

9월 17일, 모델이 점심 식사 도중에 영국 제1공수사단이 후방에 강하했다(마켓 작전). 연합군은 라인강 하류 지류인 뫼즈강과 바알강의 교량들을 공수부대로 점거하여 독일 본토까지 쾌진격할 생각에 이 작전을 실행했다. 모델은 처음에는 연합군이 자신과 참모진을 납치하기 위해 공수부대를 투입시킨 것이라고 생각했으나 곧 강하 규모를 보고 다른 목적이 있으리라 판단하게 되었다. 연합군의 진짜 목적을 간파한 모델은 제2SS기갑군단에게 명령을 내렸고, 연합군 정보병과는 이를 간과했다. 제2SS기갑군단은 제9SS기갑사단, 제10SS기갑사단으로 구성되어 있었다. 이들은 노르망디에서 큰 손실을 입고 다수의 장비를 잃었으나 이들은 고참병들로 이루어진 정예 사단이었고 경무장한 공수부대에게는 치명적인 위협이었다. 제9SS기갑사단은 아른험에서, 제10SS기갑사단은 네이메헌에서 영국 공수부대를 영격했다.
모델은 이 상황이 그저 위협일 뿐 아니라 연합군에게 반격을 가해 네덜란드 남부에서 연합군 세력을 몰아낼 기회라고 생각했다. 이를 위하여 모델은 제2SS기갑군단장 빌리 비트리히 집단지도자와 제10SS기갑사단장 하인츠 하르멜 여단지도자에게 네이메헌 교량을 파괴하지 말라고 지시했다. 또한 히틀러의 오해를 사지 않기 위해 교량 파괴를 피했던 것도 있다. 결과적으로 교량의 존치는 전술적 실책이 되었고 후일 폭격으로 다리를 파괴하지만, 이를 제외하면 모델은 전황을 완전히 파악하여 공군, 해군 등 서로 소속이 다른 부대와 2선급 부대원들을 재편성하여 적재적소에 투입했고, 최정예 공수부대원으로 구성된 연합군은 지상전 경험조차 없는 독일군 2선급 부대에게 참패를 당했다. 독일군은 아른험 교량을 사수했고 영국 제1공수는 전멸했다. 이로써 1944년 연말 이전에 라인 강을 넘고자 했던 연합군의 희망사항은 분쇄되었다.

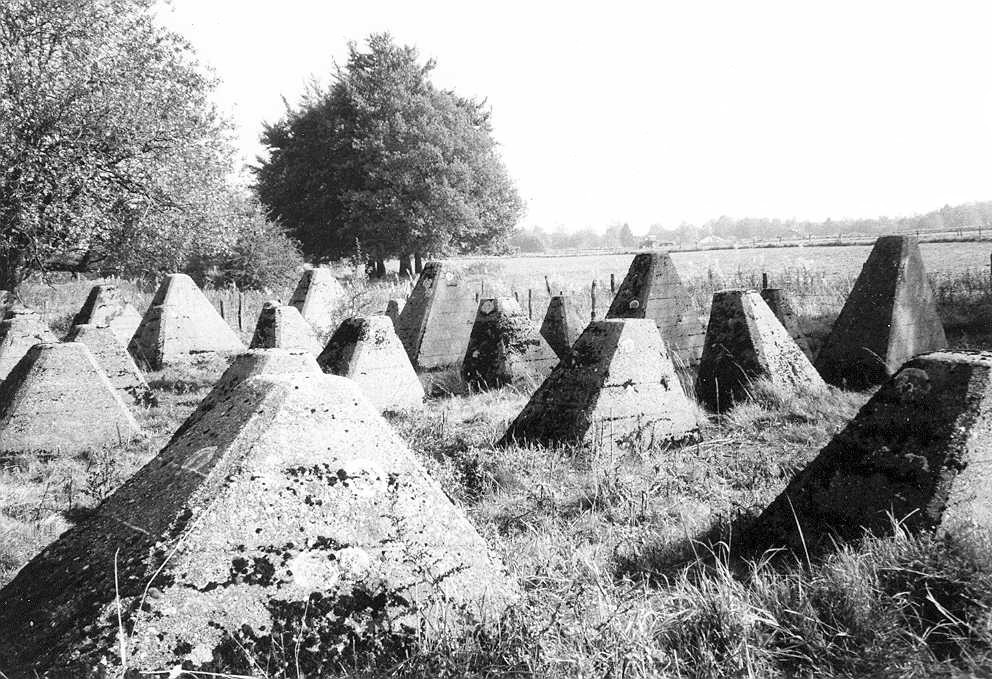
아헨 근교 지크프리트 선의 용치.

모델이 아른헴 전투에서 승리하자 독일군은 노르망디 상륙 이후 거듭됐던 혼란에서 벗어날 수 있었다. 모델은 9월 말부터 아헨 전투, 12월의 휘르트겐 숲 전투에서 이번에는 오마 브래들리가 이끄는 미 제12군의 공격을 맞아 방어했다. 아른험 때와 비교해서 일선 부대에게 일일이 명령을 내리는 일은 줄었지만, 이번에도 모델은 전투 상황을 완전히 파악하면서 연합군의 진격을 늦추었고, 서부방벽의 방어시설(소위 지크프리트 선)을 십분 활용하며 연합군에게 심대한 출혈을 강요했다.
휘르트겐 숲에서 미국 제1군은 전투원과 비전투원을 합해 33,000 명의 사상자를 냈고. 이에 비해 독일군의 사상자는 28,000명이었다. 아헨은 10월 22일에야 연합군에게 함락되었고, 여기서는 미국 제9군이 비싼 대가를 치렀다. 미 제9군은 뢰르 강까지 어찌어찌 진격하기는 했으나 강을 건너거나 뢰르 강 댐을 독일군으로부터 빼앗지는 못했다. 휘르트겐 숲 전투에서 다수의 사상자가 발생하자 연합군 측에서는 “최악의 패배”라는 내부적 평가가 내려졌고, 그것은 순전히 모델 개인의 지휘력에 의한 것으로 간주되었다.

### 아르덴
마켓 가든 작전에서 독일 국방군이 승리하자 히틀러는 영미군을 기습하여 서부전선의 최후 발악적 공세를 개시하기로 마음먹었다. 목적은 연합군의 전선을 쪼개어 미군에게 출혈을 강요하고(히틀러는 미군의 물적 능력을 과소평가했다) 연합군의 보급기지로 기능하는 안트베르펜을 탈환하는 것이었다. 히틀러는 이 작전을 라인 강의 파수꾼(Wacht am Rhein) 작전이라고 명명하고, 만일 작전이 성공하기만 한다면 연합군의 프랑스 및 니더란트 방면 전투력을 상실시키고 미국의 전쟁 수행 의지를 꺾어 영국을 협상 테이블로 불러옴으로써 동부전선의 소련군과의 싸움에 집중할 수 있을 것이라고 기대했다.

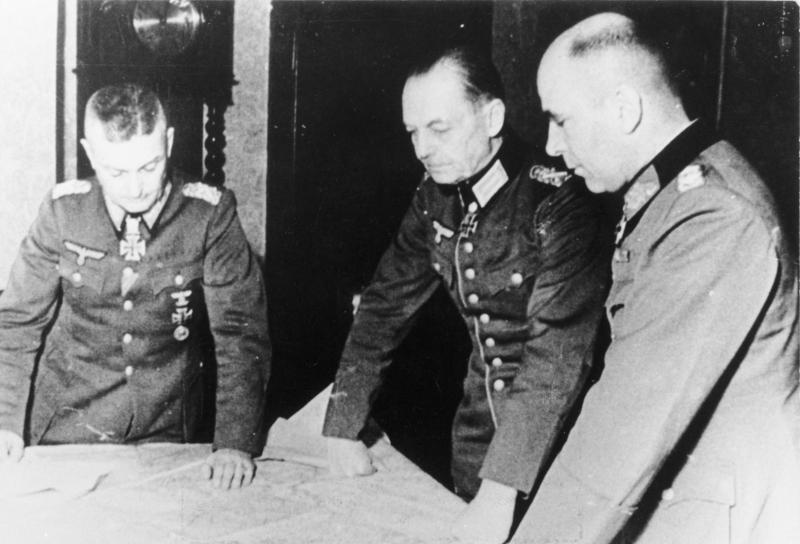
좌에서 우 순서로: 모델, 룬트슈테트, 크렙스. 1944년 11월.

작전에 동원된 다른 사령관들과 마찬가지로 모델은 현재 서부전선의 독일군에게 주어진 자원으로는 이 목적을 달성하는 것이 불가능하다고 생각했다. 모델과 룬트슈테트는 노르망디에서 밀려난 이후 오로지 방어에 전념해야 독일의 패전을 늦출 수 있으며, 패전을 막는 것은 불가능하다고 판단하고 있었다. 그래서 모델은 뫼즈강을 건너지 않는 보다 소극적인 공세작전인 가을안개 작전을 준비했다. 라인 강의 파수꾼 작전보다 소극적이긴 했으나 가을안개 작전 역시 성공한다면 독불 국경으로 육박해오는 서방 연합군의 진격을 상당히 지연시킬 수 있는 작전이었다. 서부전성 총사령관 룬트슈테트 역시 유사한 계획을 생각했지만 그는 작전회의에 능동적으로 참여하지 않았고 제5기갑군 사령관 핫소 폰 만토이펠이 모델게 적극적으로 협조하였다.만토이펠과 함께 작전안을 완성시킨 모델은 히틀러에게 "소규모 해결책"을 진언했다. 히틀러는 이를 거부했고 안트베르펜을 목적지로 하는 "대규모 해결책"을 실시할 것을 명령했다.
작전 실행을 위해 모델에게 제6SS기갑군, 제5기갑군, 제7군이 배치되었다. 모두 해서 전차 2,000대, 항공기 2,000 대에 달하는 이 병력은 독일 제3제국 최후의 전략예비대였다. 모델은 12월 2일의 작전회의에서도 '소규모 해결책'을 제시했고 재차 히틀러에 의해 거부당했지만 모델과 만토이펠에 의한 세부적인 작전 변경이 이루어질 수 있었다. 모델은 유류가 부족하기 때문에 작전의 성공할 수 없음을 알고 있었다. 참모장교가 보급 부족을 보고했지만 모델 또한 이를 어찌할 수 없었고 이 작전의 초기입안자인 OKW 총참모장 알프레트 요들의 의견을 그대로 들려줘야 했다. “필요한 것이 있다면, 모두 미국인들에게서 얻어라.” 모델은 작전의 중요성과 그 결과를 통절히 인식하고 있었다. 강하엽병 부대를 이끌 것을 명령받은 폰 데어 하이테 대령이 작전이 성공할 확률은 아무리 높게 잡아도 1할도 되지 않는다고 말하자 모델은 이렇게 대답했다. “그렇다면 시도할 필요성은 충분하군. 어차피 모든 공세의 성공 확률이 1할 미만이니. 이 공세는 이 전쟁을 유리하게 끝낼 수 있는 마지막 남은 기회이고, 그러므로 반드시 수행되어야 하네.”
아르덴 대공세는 1944년 12월 16일 개시되어 초기에는 다소의 성공을 거두었다. 그러나 얼마 되지 않아 항공지원의 부족과 미숙련 보병 병력으로 인해 어려움에 부닥치게 되었고, 무엇보다 연료용 중유 부족이 치명적이었다. 제6SS기갑군은 연합군의 거센 저항에 부닥쳤고, 제5기갑군은 연합군 전선을 간신히 넘어서는 데는 성공했으나 그 이상의 돌파구를 마련하는 데는 실패했다. 모델은 바스토뉴에서 필수적인 도로 분기점을 장악하는 데 실패했고(바스토뉴 공방전), 여기에 악천후와 험한 지형까지 더해져 독일군은 전선 바로 앞에서 교통정체를 겪게 되었다. 연료와 탄약이 부족한 독일군의 공격은 12월 25일 그 예봉이 꺾였고, 1월 8일이 되면 공세를 아예 포기하게 된다.

### 루르
1945년 1월 21일 히틀러는 모델이 자신의 검이라고 칭찬하면서도 독일군 부대는 총통이자 육군 총사령관인 자신의 직속 명령에 따를 것임을 선언했고, 이로써 모델의 작전 결정 자유권은 크게 줄어들었다. 격류처럼 몰려오는 연합군 앞에 조금이라도 유리한 위치를 점하기 위해 라인강 후방으로 후퇴해야 한다는 제안은 모두 기각되었고, 현 위치로부터 단 1인치도 후퇴하지 말라는 명령이 내려졌다. 전술 기동을 포기하라는 것이나 마찬가지였다.

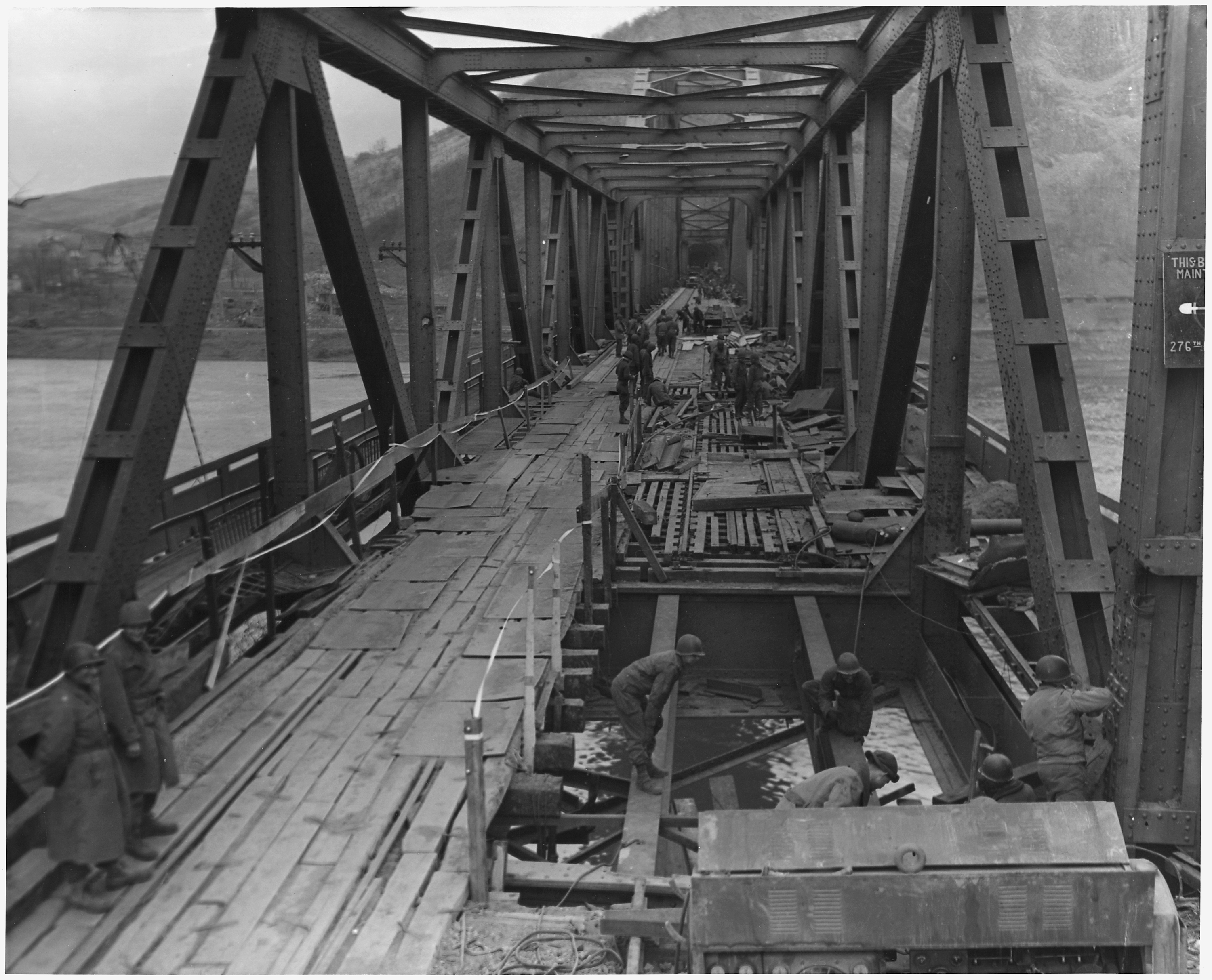
연합군의 루덴도르프 교 장악은 모델의 최후의 시작이었다.

3월 중순, 모델과 B 집단군은 레마겐 전투에서 루덴도르프 교 파괴에 실패했고, 미군은 루덴도르프 교를 통해 마련한 교두보로 라인 강을 넘어 독일 본토로 진공해왔다. B 집단군은 미군을 상대로 발악적인 소모전을 계속했고 이 과정에서 미군 제3기갑사단 모리스 로스 소장이 전사했다.
4월 1일, B 집단군은 루르에서 미 제1군과 미 제9군에게 완벽히 포위되었다. 히틀러는 항복이나 탈출을 허가하지 않았고, 스탈린그라드 전투에서 파울루스에게 그랬던 것처럼 루르 시가지를 요새로 삼아 끝까지 항전하라고 명령했다. 또한 독일의 중심 산업지역인 루르 공단의 인프라를 연합군의 손에 넘어가기 전에 물리적으로 파괴하라고 B 집단군에게 재차 지시했다. 모델은 히틀러의 지시를 무시했다.
4월 15일, 연합군이 루르 고립부를 둘로 양분했다. 미국 제18공수군단 군단장 매튜 리지웨이 소장은 모델에게 이미 상황은 돌이킬 수 없으니 부하 장병들의 목숨을 내버리지 말고 항복하라고 권고했다. 모델은 독일군 원수로서 총통에게 맹세한 것을 저버릴 수 없다며 항복을 거부한다. 무엇보다 모델은 중부 독일에서 소련군을 막고 있는 전우들의 안전한 후방을 확보하기 위해 서부전선의 독일군이 쉽게 항복하면 안 된다고 생각하고 있었지만, 더 이상 전투를 지속할 수 없게 되자 B집단군의 해산을 결정한다. 노인과 소년병들은 제대 처리되었고, 나머지 병사들에게는 미군에게 항복하거나 소그룹으로 탈출하여 중부 독일의 아군과 합류할 것이 지시된다. 제5기갑군의 일부 병력은 모델의 명령이 내려지기도 전에 벌써 무기를 내려놓은 상태였지만 현대전에서 최초로 이루어진 대규모 야전군의 자진 해산은 질서정연하게 이루어졌다.
1945년 4월 20일, 모델과 참모들은 히틀러의 56세 생일을 기념한 괴벨스의 연설을 듣고 있었다. 요제프 괴벨스의 베를린 대중계몽선전성은 방송을 통해 비밀 신병기가 최후의 승리와 독일의 황금기를 가져올 것을 주장했고, 자진 해산한 B집단군을 '루르의 배신자 군대'라고 규정했다. 라디오 연설이 끝나자 장교들 사이에선 침묵만이 흐르고 마침내 모델이 입을 열었다. "진정으로 내가 범죄에 종사해왔음을 믿게 되었네. 나는 양심적으로 부하들을 이끌었지……, 하지만 범죄 정권을 위한 것이었어." 참모들은 아무 말도 할 수 없었다. 모델이 군사적 의무가 아닌, 정치적 발언을 한 것은 처음 있는 일이었기 때문이다

### 자살

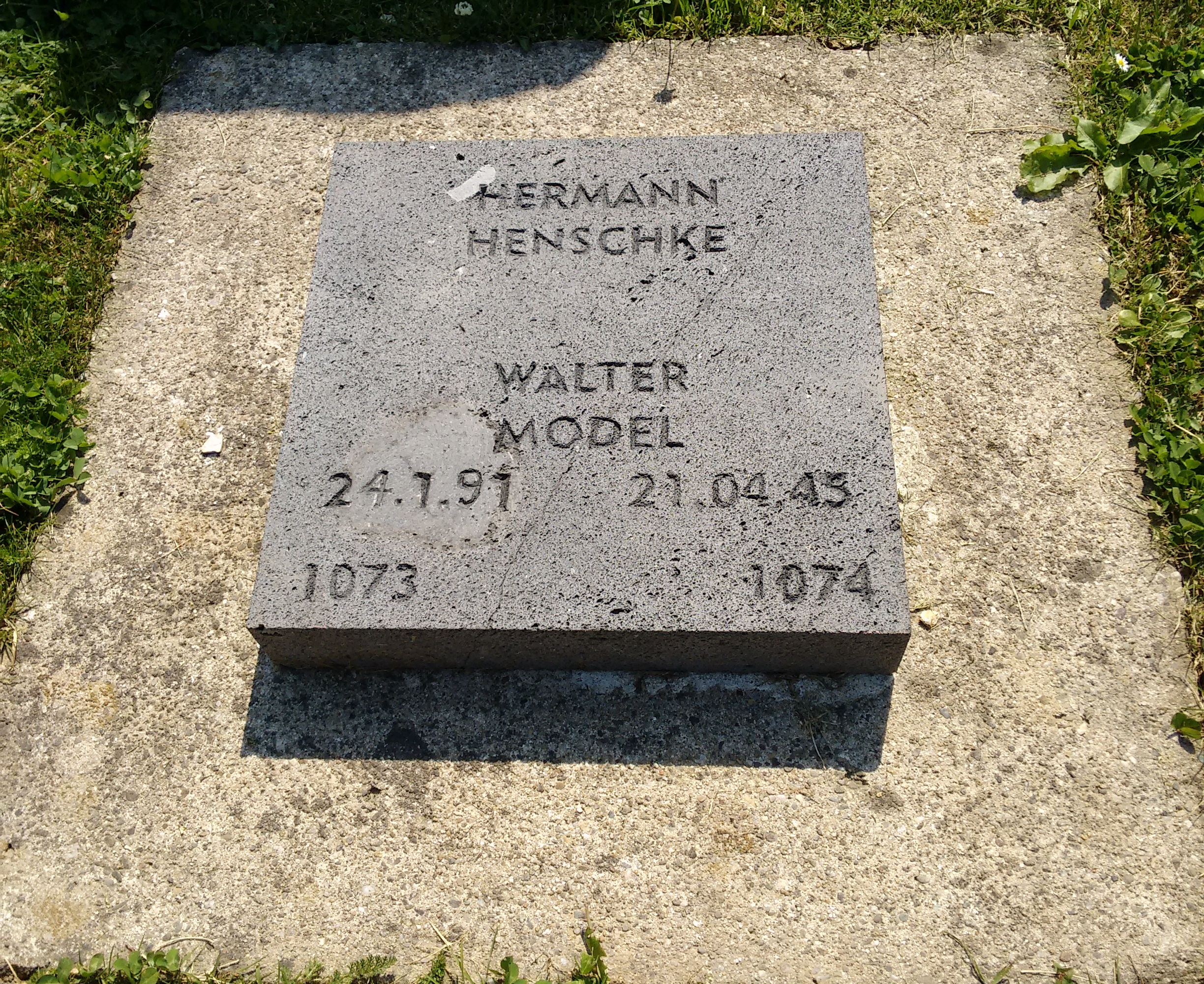
포세나크 군사묘지의 모델 묘

모델은 오랜 친구였던 프리드리히 파울루스가 독일군 원수로서 적에게 항복한 사실에 대해 '독일의 원수는 항복하지 않는다. 그런 일은 있을 수 없어'라며 부정적이었고
, 1945년 3월에 아내에게 보낸 편지에서 이미 '승리 아니면 죽음 밖에 남지 않았다'는 생각을 하고 있었다. 사령부를 해산하기 직전에 모델은 참모장 카를 바그너에게 이렇게 말했다. "역사의 빛 앞에 우리의 행동을 정당화하기 위한 모든 행동이 이루어졌는가? 패배한 사령관에게 무엇이 남을 수 있겠는가? 고대의 패장들은 독을 마셨다.” 위의 편지와 파울루스에 대한 모델 발언은 물론, B집단군 해산 이후에도 모델과 동행한 빈리히 베어 소령은 모델이 항복을 전혀 염두에 두지 않은 채 자살할 장소를 찾고 있다는 것을 이미 알고 있었고, 그러한 최후를 원치 않았지만 독일군 원수로서 패전을 목도해야 할 모델의 심정을 이해할 수 있었다. 한편 소련군은 라트비아의 강제수용소에서 죽은 577,000 명과 노예노동에 동원된 175,000 명에 대한 책임을 물어 모델을 전쟁범죄자로 기소했다.
괴벨스의 선전 방송 다음 날인 1945년 4월 21일 아침, 모델은 빈리히 베어 소령을 긴히 불러 함께 오솔길을 걸으며 친필 편지와 결혼반지, 소지품이 담긴 봉투를 건네었다. 귀관의 실력과 경험이면 해낼 수 있을 테니 이것을 자신의 아내에게 전해 달라는 부탁에, 베어는 함께 살아남을 것을 간청하였고 모델은 긴 침묵 끝에 이렇게 답하였다. "베어, 나로서는 도저히 상상할 수 없군. 육군 원수로서 조국에 승리를 가져올 수도 없었고 수백 수천이 넘는 부하들의 죽음에 책임이 있는 내가 이 숲 밖으로 걸어 나가 몽고메리, 혹은 미군 앞에 서서 '내가 모델 원수다, 항복하겠다.'라며 두 손을 들고 있는 모습이." 다시금 베어는 포위망에서 탈출할 희망이 여전히 남아있다며 설득하자 모델은 신중하게 최악의 결말을 대비하는 것이라고 대답하였다. 오솔길 밖으로 나와 일행들과 합류한 뒤 베어는 식량을 구하고 탈출 루트를 모색하기 위해 뒤스부르크 방면으로 정찰에 나서겠다고 제안하였고 모델은 이를 허락했다. 정오 무렵 귀환한 빈리히 베어에게 테오도어 필링 대령과 로거 미하엘 중령이 모델 원수가 권총을 머리에 겨누고 스스로 목숨을 끊었음을 알려주었다. 모델이 자살한 장소는 뒤스부르크와 린토르프 사이였으며, 오늘날에는 라팅엔 시의 행정구역 안에 속해 있다. 모델의 자살과 함께 서부전선의 전투는 실질적으로 종료되었다.
베어 소령이 돌아왔을 때 필링 대령과 미하엘 중령은 이미 모델의 유해를 매장했고 임시로나마 십자가를 세워놓았다. 베어는 표식을 위해 나무에 'M'자를 새겼고 세 장교는 두 그룹으로 나뉘어 미군 포위망 탈출을 시도했다. 이중에서 빈리히 베어는 자신의 군복과 모델의 유품을 인근 주민에게 맡기고 사복으로 갈아입은 뒤 포위망을 탈출하는 데 성공했다. 1955년 7월 26일, 모델의 아들인 한스게오르크 모델(후일 서독 연방군 준장으로 예편)은 빈리히 베어와 함께 사망 장소에 가매장된 부친의 유해를 수습하여 휘르트겐 숲의 독일 군사묘지 포세나크 전몰군인묘지(Soldatenfriedhof Vossenack)에 이장했다. 마켓 가든 작전, 휘르트겐 숲 전투, 아르덴 대공세, 아헨 전투, 루르 포위전에서 자신의 지휘를 받았던 부하들과 사후 10년 만에 한 자리에 모인 것이다.

## 장군으로서의 능력
모델은 전통적인 프로이센 장군참모의 사고방식을 지녔지만 그의 언행은 최전선의 고참군인처럼 대단히 거칠었고 이는 부하들은 물론, 상관이나 총통인 히틀러 앞에서도 한결 같았다. 1941년 제41기갑군단 군단장으로 있을 시절에는 군단 참모진 전체가 들고일어나 모델의 전출을 탄원한 적도 있다. 모델의 부임 첫 날, 잠에서 덜 깬 파자마 차림으로 공항에 나왔다가 모델에게 호된 질책을 받았던 북부 집단군 참모 에버하르트 킨첼 소장은 1944년 3월 모델이 원수로 진급하여 우크라이나로 떠나자 사령부에 전화를 걸어 “그 돼지가 가버렸다”고 유선으로 연락했다. 모델의 별명 중 하나인 “최전방의 돼지(Frontschwein)"는 제41기갑 군단장 시절부터 따라다닌 별명이었다. B집단군 사령부 참모장 한스 슈파이델처럼 항상 최전선에 나서는 사령관의 잦은 부재와 작전안에 대한 세세한 개입, 호된 질책에 적응하지 못하고 이에 불만을 털어놓는 경우도 있었다.
동 시기에 서부전선 총사령부 참모장이었던 귄터 블루멘트리트는 이러한 불만 표출을 반박했다. 모델이 부하들을 엄정하게 질책했던 것은 그들이 멍청한 잘못을 저질렀을 때뿐이며, 참모장교 한 사람의 잘못은 수많은 병사들의 목숨에 위협이 되기 때문에 참모장교들에게 유독 엄격할 수밖에 없었던 것이다. 하인츠 구데리안 역시 “모델은 전선 경험이 풍부하고 언제나 전력을 다하기 때문에 병사들의 신뢰가 두터웠지만 ‘나태하고 무능한 부하들에겐 달갑지 않은’ 지휘관이었다.”라며 모델의 지휘에 불만을 가졌던 킨첼과 슈파이델을 간접적으로 비판했다.
모델의 지휘방식 또한, 요아힘 루데비크 교수는 룬트슈테트와 달리 최전선에서 직접 지휘하는 모델의 모습은 제공권이 완전히 장악된 상황에서조차 장병들의 사기를 고조시켰고 이는 서부전선 독일군이 본토로 퇴각하는 성과로 이어졌다고 평가했다. 아울러 "부하들에게 극한을 요구했지만 스스로에게는 불가능을 바랐다."고 모델을 평가했다.독일 국방군 사령부 전쟁 일기 기록관인 퍼시 에른스트 슈람 교수는 작은 일에도 신경 쓰는 모델의 지휘 방식은 모델 특유의 뛰어난 두뇌, 날카로운 논리와 결합하여 최악의 전황에서조차 해결책을 찾아냈으며 이는 누구보다도 뛰어난 장점이라고 호평했다.
게다가 모델은 일선의 장병들과 그를 가까이에서 지켜본 참모장교, 장성급 지휘관들에게 매우 인기가 좋았고 그들은 모델의 좋은 성품을 알고 있었다. 친위대 돌격대지도자 하인리히 슈프링어는 모델의 "나의 장병들은 내 아이들과 같다"라는 말을 인용하며 "언제나 장병들을 먼저 생각한 위대한 군인"이라고 평가했고, 헤르만 테스케 대령은 "첫 인상은 무뚝뚝하고 언행은 거칠었지만 부하들에게 아버지처럼 너그러웠다."고 기록했다 제12기갑사단 작전참모였던 게르트 니이폴트 중령, 후일 서독연방군 중장은 모델은 "부하들을 절대로 뒤에 남겨두지 않는 사령관"이었으며 헤릅스트라이제 작전 당시 최후미 역할을 맡은 제12기갑사단과 마지막까지 함께 퇴각했던 모델이 후일 다시 제12기갑사단 사령부를 방문했을 때 '모델 상급대장이 그의 집과도 같은 사단에 돌아왔다'고 환영했다. 그리고 모델을 '타의 추종을 불허하는 대규모 방어전의 마스터'라고 정의했다. 제6보병사단장 호르스트 그로스만 보병대장은 "제9군 사령관 모델 상급대장은 무척 좋은 눈빛의 소유자였고 그가 다정다감한 심성을 지녔음을 알 수 있었다."고 기록했다. 블루멘트리트는 “사단장과 군단장들은 모델을 정면으로 마주할 땐 그를 두려워했고 정확한 보고를 올리지 못하면 가차 없이 질책을 받았지만, 이들은 모델을 진심으로 존경했다.”고 증언했다 그리고 모델의 강건한 외양 안에는 선량하고 유머러스한 내면이 간직되어 있다고 표현했다. 귄터 라이히헬름 또한 ‘모델의 뛰어난 지휘능력과 독실한 신앙심, 따뜻한 마음씨는 그를 2차 세계대전에서 가장 유능한 군인 중 한 명으로 남게 했다’고 기록했다.
모델의 사령관으로 재직 당시 동부전선의 장병들 사이에 유행했던 말은 "모델이 있는 곳에선 아무것도 문제될 게 없다", "모델 한 사람의 가치는 수 개의 기갑사단에 버금간다." 특히 그의 이름에서 착안하여 "이번에도 모델(Model)이 리모델(model)해 냈다" 등이 있었다. 그리고 모델은 같은 일을 서부전선에서도 해냈다.
일각에서는 모델이 성공적인 공세작전을 지휘한 적은 없다고 주장하지만, 모델이 최고 사령관의 자리에 올랐을 시점에는 독일군의 대규모 공세작전이 불가능한 지경이 되어 있었음을 감안해야 한다. 르제프 전투의 경우 네 차례 전투 중 첫 번째 전투에서 모델은 소련군을 포위섬멸하여 심각한 피해를 입혔던 바 있다. 모델이 참여한 두 차례의 대규모 공세작전(성채 작전과 아르덴 대공세)은 모델이 그 실행을 수 차례 반대했음에도 불구하고 히틀러의 지시로 참여했고 오히려 모델이 자신의 권한 내에서 작전을 변경하여 독일군의 피해를 줄이고 역습을 가할 수 있었다. 또한 무질서한 궤주가 아닌 성공적 후퇴가 공격보다 더욱 어렵다는 것을 생각하면 후퇴 전문가는 공격 역시 성공적으로 수행할 수 있는 것이 당연하다. 붉은 군대의 오렐 공세 당시 하겐 선까지 후퇴한 헤릅스트라이제 작전과 중부 집단군을 그 자리에서 바로 재건해낸 능력은 모델의 경이적인 후퇴작전 능력을 보여주는 대표적인 사례이다.
모델의 지휘 방식은 그가 사단장이나 군단장이었을 시절에는 언제나 성공했지만, 야전군 이상 규모의 부대 사령관이 된 뒤로는 모델의 지휘의 결과가 그 지휘로 인해 발생한 피해를 상쇄할 수 있을 만한 성과를 거두었는지에 대하여 뉴튼은 이의를 제기했다. 그러나 독일 국방군 사령부 전쟁일기 기록관이었던 퍼시 에른스트 슈람 교수는 ‘모델은 북부 집단군, 중부 집단군을 지켜냈고 이러한 그의 성과는 서부전선 독일군의 사기를 진작시키며 같은 성공을 거두었다’라며 집단군 사령관, 서부전선 총사령관으로서 모델의 지휘를 극찬했다. 요아힘 루데비크 교수 또한 흔히 ‘서부전선의 기적’이라 불리는 독일군의 퇴각과 재편성은 모델이 서부전선 총사령관 겸 B집단군 사령관으로서 이룩한 성과임을 분명히 했다. 크리스터 베르크슈트룀 또한 2차 세계대전에서 가장 뛰어난 지휘관 중 한 명으로 랭크시켰다. 찰스 D. 윈체스터는 모델이 지휘 당시의 9군을 ‘독일 최대, 최강의 야전군’으로 정의했다.

## 평가

### 히틀러와의 관계
2차대전 개전 이전, 모델은 정치는 정치인들의 할 일로 미뤄두고, 군사 문제에 전념하고자 했다. 그럼에도 불구하고 모델은 독일 국방군 야전원수들 중 히틀러와 가장 친밀했던 인물로 기록되어 있다. 때문에 전후 모델에 관한 평가는 크게 엇갈린다. 어떤 역사학자들은 모델이 히틀러에게 “맹목적 충성”을 바쳤거나 또는 히틀러의 “광적인 신봉자”였다고 생각한다. 다른 학자들은 모델이 히틀러나 나치즘의 이상에 동의했는지 여부와 무관하게 그는 자신의 이익을 위해 총통을 이용한 냉정하게 계산적인 기회주의자라고 미묘한 태도를 취한다. 루터교 가정에서 자란 모델이 나치와 가까워졌다는 모순점 역시 논의의 대상이 되고 있다.
매우 희귀한 중산층 출신 독일 장성이라는 모델의 출신성분은 국방군 장교들을 지배하고 있던 프로이센 귀족주의를 불신하던 히틀러의 마음에 들었다. 모델의 방어 전술은 후퇴를 용납하고자 하지 않았던 히틀러의 성미에 딱 맞았다. 게다가 완강하고 정력적이며 무자비한 모델의 성격은 히틀러의 마음에 더욱 쏙 들었고, 거칠고 직설적인 모델의 언행도 히틀러에게 깊은 인상을 남겼다.
위에서도 여러 번 언급했다시피 모델은 자신의 방식에 자꾸 개입하려 드는 히틀러를 상대해야 했다. 1942년 1월 19일 중부 집단군 참모장이 모델에게 전화를 걸어 히틀러가 소련군의 뱌즈마 방면 공세를 우려하고 있으며, 제47기갑군단, 제2SS기갑사단 다스 라이히, 제5기갑사단은 즉각 반격태세에 나서지 않고 후위 방어용 예비대로서 남겨두라는 지시를 내렸다고 전했다. 그 말을 듣자마자 모델은 눈보라를 뚫고 르제프에서 뱌즈마로 차를 몰아 비행기로 갈아타고 동프로이센으로 향했다. 당시 직속상관 귄터 폰 클루게를 건너뛰고 모델은 바로 히틀러를 만나겠다고 독대를 청했다. 모델은 처음에는 냉철한 장군참모의 방식으로 최대한 조리있게 설명하며 히틀러를 설득하려 했으나, 총통은 논리로 마음이 움직이는 인간이 아니었다. 그러자 갑자기 모델은 단안경 너머로 히틀러를 빤히 노려보면서 퉁명스럽게 내뱉었다. “총통각하. 제9군 사령관이 누구입니까. 본관입니까 아니면 각하십니까?” 당시 야전군 사령관 중 가장 신참이던 모델의 반항에 충격을 받은 히틀러는 양자가 모두 만족할 수 있는 다른 해결책을 찾자고 했다. 그러나 모델은 여전히 불만스러워했다. 질려 버린 히틀러가 마침내 소리쳤다. “좋아, 모델. 자네 하고 싶은 대로 하라고. 하지만 잘못되면 날아가는 건 자네 목일 걸세.”
히틀러의 좌담회의 그날 밤 녹취록을 보면 총통은 이렇게 말했다. “나는 흥감스럽게 이론적인 사고방식을 가진 장교들을 믿지 않아. 내가 알고 싶은 건 그 작자들의 이론이 실행으로 옮겨졌을 때 벌어질 일이란 말이다.” 그러나 뒤이어 하인리히 히믈러에게 말하길 만약 장교가 지휘를 할 가치가 충분한 이라면, “그에게는 그 기능에 어울리는 특혜가 주어져야 마땅하겠지”라고 했다. 모델이 르제프로 떠난 직후 히틀러는 이렇게도 말했다. “장군이란 마스티프처럼 야살스러운 엄하고 인정사정없는 인간, 거친 성정을 가진 인간이 되어야 한다. 내가 당에서 그러하고 있는 것과 마찬가지로.” 그러나 잊지 말아야 할 점은 모델이 정치적 문제에서 히틀러에게 도전한 적은 한 번도 없었다는 것이다. 이것이야말로 모델이 히틀러와 성공적인 관계를 구축한 비결이라 할 것이다.
방어전에서의 성공이 거듭되면서 모델은 더욱 히틀러의 전폭적인 신임을 받게 되었다. 바그라티온 작전 이후 총통은 모델을 “나의 최고의 국방군 원수”, “동부전선의 수호자”라고 불렀다. 그 덕분에 모델은 다른 독일 장성들에게는 허락되지 않은 상당히 유연한 재량권을 발휘할 수 있었다. 모델은 자기가 생각하기에 불필요하다고 생각되는 명령이 있으면 항의하고, 무시하고, 건너뛰었다. 예컨대 르제프와 오렐에서 모델은 히틀러의 금지명령에도 불구하고 방어선을 구축했으며, 북부 집단군을 이끌 때 히틀러를 만족시킨 "방패와 검 전술"이라는 것도 사실 단계적인 영구 후퇴를 이보전진을 위한 일보후퇴라고 포장한 것에 불과하다. 당연히 모델이 상부에 써서 올린 보고서는 실제 상황과 판이하게 다르기가 다반사였고, 모델과 상관들의 관계는 매우 가식적인 것이 될 수밖에 없었다.

### 모델과 나치즘
모델은 부하들에게 자주 총통에 대한 믿음과 국가사회주의의 가치를 지킬 것을 당부하는 연설을 했다. 1944년에는 집단지도자 헤르만 페겔라인이 무장친위대 장교를 북부 집단군 부관으로 임명해 달라고 요구했다. 육군인사청이 이미 페겔라인의 청탁을 거부했지만 모델은 그의 요구를 받아 주었다. 또한 B 집단군에 부임했을 때는 그전까지 공석이었던 국가사회주의 지도장교(NSFO; 나치의 정치장교라고 할 수 있음)를 임명하기도 했다. 총통에 대한 충성심을 강조하는 모델의 모습은 작전 수행을 위해 총통의 명령들을 무시한 일이 있다 하더라도 친나치 군인으로 보이게 되었다.
7월 20일 음모 직후 모델은 귄터 폰 클루게와 함께 가장 먼저 히틀러에게 자신의 충성을 다시 맹세했다. 당시 이 두 사람은 예비역에 편입되지 않고 현역에 남아 있는 두 명의 육군 원수였고 각각 서부전선과 동부전선의 실질적 총 책임자였다. 그러나 모델은 음모에 깊숙히 관련된 B 집단군 참모장 한스 슈파이델을 게슈타포에 넘기는 것을 거부했다. 모델은 전임 B 집단군 사령관 롬멜과 클루게가 그러했듯 슈파이델이 정치군인임을 이미 잘 알고 있었다. 롬멜, 클루게와 마찬가지로 모델은 슈파이델을 자기 능력 닿는 한도 내에서 적극 변호했다.
동부전선에서 모델은 자신의 위수지역에서 친위대가 파르티잔 토벌작전을 수행하면서 민간인들을 학대하는 것을 제지하지 않았다. 이러한 모델의 과오는 대부분 제9군 사령관 시절에 만들어졌다. 이러한 토벌작전에는 친위대 뿐 아니라 국방군 정규군도 종사했다. 동부전선의 독일군에게 파르티잔 토벌과 그 과정에서의 민간인 학살은 매우 일반적인 일이었지만, 제9군의 토벌작전은 특히 유혈낭자하게 진행되었다. 여기에 더불어 나중에 후퇴하면서 무자비한 초토화를 명령한 것으로 인해 소련은 모델을 전쟁범죄자로 수배하게 된다.
그러나 소련의 기소 사항에 대해서 SS에 의해서 행해진 것은 분명하나 모델이 직접 연루되었다는 증거는 아직까지 발견되지 않고 있다. 또한 모델은 바르바로사 작전 당시 내려진 보복명령에 대해서 이는 오히려 반발만 불러일으킨다며 거절한 바 있다.
그리고 모델은 중부 집단군을 지휘하고 있을 때는 바르샤바 봉기 진압 명령을 거부했다. 바르샤바 봉기는 폴란드인에 대한 나치당의 가혹한 통치로 인한 것이며, 이러한 후방 지역의 민간인 소요 사태에 절대로 군이 관여해서는 안 된다고 판단했기 때문이다. 바르샤바 봉기는 모델이 서부전선으로 전임된 후 하인리히 힘러의 명령을 받은 무장친위대에 의해 유혈진압된다. 중부집단군 사령관으로서 모델은 후방인 바르샤바 봉기군에 관여할 여력이 전혀 없었고, 체코 프라하 외곽과 폴란드 라지민 외곽에서의 전투에서 제공권이 완전히 장악당한 상황에서도 소련군 기갑선봉 부대를 분쇄하고 동부 전선을 재건하는데 심혈을 기울였다. 라지민 전투의 전과는 극히 최근에야 공개되고 알려졌다.
모델의 영문 전기 서적을 발표한 군사사학자 스티븐 H. 뉴튼(Steven H. Newton)에 따르면, 이러한 모순적인 모델의 행보를 설명하기에 가장 적절한 표현은, 모델이 나치였는지 여부는 확신할 수 없으나 그는 권위주의적 군국주의자였기 때문에 히틀러를 독일이 필요로 하는 강력한 지도자라고 인정했다는 것이다. 모델은 스스로를 정치 중립적인 순수 군인이라고 생각했고, 그러면서도 강한 독일 민족주의 성향의 소유자로서 슬라브족과 유대인에 대한 인종주의적 편견을 갖고 있었다. 이는 대부분의 독일 고급장교들에게 해당되는 것이지만, 모델의 경우 군사적 목적을 신속히 처리하기 위해 나치 정권에게 적극적으로 아첨했다는 부정적 요소가 더해진다고 평한다.
역사학자 게르하르트 바인베르크는 스탈린그라드 전투의 패전 이후 히틀러와 군부 사이의 관계 변화가 촉진되는 가운데 모델이 그 반사이익을 누렸다고 말한다. 히틀러는 언제나 군사작전을 위해 프로이센 출신 엘리트 고급장교들에게 의존해야 한다는 것에 열등감을 품고 있었다. 그래서 이념적으로 국가사회주의에 보다 친숙한 이들로 고급장교진을 교체하고자 했다. 스탈린그라드 이후 히틀러는 더욱 잦은 빈도로 장성들을 해임했고, 최고위 계급은 국가사회주의에 충성함으로써 히틀러 자신의 사고방식과 보다 조화될 것이라고 판단된 이들로 채워넣었다. 바인베르크는 모델이 페르디난트 쇠르너, 하인츠 구데리안과 함께 이 집단에 속한다고 진단한다.
모델의 과거 부하들은 이러한 주장들을 인정하지 않고 있다. 하인리히 슈프링어는 “모델 원수가 SS장교를 부관으로 채용했다는 것은 그가 친나치였다는 근거가 되지 못한다”며 당시 모델은 부관도 없이 북부집단군 사령관으로 부임해야 할 급박한 상황이었지만 정작 OKH는 부관에 맞는 장교를 찾지 못한 상황이었고, 이때 페겔라인이 영관급 SS장교를 부관으로 추천하자 모델은 해당 장교에게 기갑 전투 경력이 있는지 확인하고 이를 수용한 것이라고 주장했다. 북우크라이나 집단군 사령부와 B집단군 사령부에서 종군했고, B집단군 해산 당일에 루르의 제5기갑군 사령부에서 모델과 마지막 대화를 나눴던 프리드리히 폰 멜렌틴 소장은 “모델 장군이 비천한 태생이며 나치당과 긴밀한 관계를 갖고 있었다는 것은 전혀 근거없는 이야기이다. 그는 다소 비정통적인 지휘 방식을 지녔지만, 용감했고 능률적이며 대단히 근면한 독일군 참모본부 출신 장교였다”라고 강조했다. 종전 당시 소령으로 이후 유럽경제연합 부총재를 역임했던 빈리히 베어는 모델에 대해서 “군인은 정치에 개입해선 안 된다는 프로이센 장교의 전통에 충실했다”며 “모델은 결코 정치적인 사람일 수가 없었다. 평생 군인이었고 모든 사고 방식도 군사적으로 이루어졌다. 그가 높은 지위에 오르자 이에 대한 비판도 있었지만 좋은 이유에서였다”고 진술했다.
이러한 증언들은 국방군 및 무장친위대 인원들의 것으로서 어디까지가 진실이고 어디까지가 왜곡된 자기변호인지 객관적으로 바라볼 필요가 있다. 전사학자 안토니 비버는 "믿을 만한 출처의 정보와 연결시켜 보면, 생존자의 인터뷰 내용은 매우 중요한 단서를 제공하기도 한다."며 빈리히 베어를 자신의 저서 개정판의 가장 중요한 인물이라고 평가했고, "그가 설명하는 놀라운 장면들은 내 인생에서 가장 매혹적인 아침을 가져다주었다."고 극찬했다. 그리고 본문에서 빈리히 베어의 증언을 그대로 인용하여 당시의 급박한 상황을 재구성했다.
이렇듯 생존자들의 증언과 당시의 상세한 상황들을 수록하고 이를 교차검증하여 독자의 판단에 맡기지 않고, 반박 증거가 될 수 있는 이러한 진술은 전부 생략한 채 그저 모델이 친나치 군인이라 주장하는 서적들은 자료 조사의 균형성을 상실하고 있다. 뉴튼의 영문 전기 서적만 해도 한스게오르크 모델 예비역 준장이 발간한 문서자료집인 'Generalfeldmarschall Walter Model (1891–1945) Dokumentation eines Soldatenlebens'을 전혀 참고하지 않고 주석의 출처에는 발터 괴를리츠의 모델 전기 서적과 6,70년대 영미권 전사학자들의 주장만 재인용하고 있을 뿐이다. 그마저도 모델이 베르됭 전투를 회피했다고 허위 사실을 기록하고, 파울루스를 '폰 파울루스'라고 표기하고 귄터 라이히헬름이 군사 재판에 회부되었다며 모델을 비판하는 등 곳곳에서 오류가 나타나고 있다
. 뉴튼의 집필 당시 한스게오르크 모델, 귄터 라이히헬름은 독일에서 생존하고 있었는데 사실 여부를 당사자에게 확인도 않고 추측에 기반해서 내용을 기술한 것이다.
모델이 나치의 침략전쟁에 동조자였음에는 모델 본인 또한 분명히 인정했고 이에 대해선 이론이 없다. 여기서 나아가 모델이 나치 추종자였는지 여부에 대해선 전사학자들 사이에서도 명확한 결론이 나오지 않았다. 최신 연구는 기존의 나치 추종자 설과 거리를 벌리고 있다. 전사학자 데이비드 글랜츠는 '외모부터 사고방식까지 전통적인 프로이센 장교'라고 모델을 정의했고, 로버트 포어칙 박사는 '나치에 대한 무비판적인 추종이 아닌, 독일에 대한 애국심과 루터교 신자 특유의 굳건한 신앙심으로 사고방식과 자신감을 구성했다.'라고 표현했다. 요아힘 루데비크 박사는 '모델의 순수 군사적인 사고에서 나온 리더십과 폴란드에서 SS의 범죄에 반대한 블라스코비츠의 지휘는 서부전선에서 독일군을 지켜냈지만, 결과적으로 유럽에서 더 많은 사상자와 유대인 사망자를 만들어냈다'고 평가했다.

## 경력 요약

### 계급
- 소위(Leutnant) – 1910년 8월 22일
- 중위(Oberleutnant) – 1915년 2월 25일
- 대위(Hauptmann) – 1918년 3월
- 소령(Major) – 1929년
- 중령(Oberstleutnant) – 1932년
- 대령(Oberst) – 1934년 10월 1일
- 소장(Generalmajor) – 1938년 3월 1일
- 중장(Generalleutnant) – 1940년 4월 1일
- 기갑대장(General der Panzertruppe) – 1941년 10월 26일
- 상급대장(Generaloberst) – 1942년 2월 28일
- 육군 원수(Generalfeldmarschall) – 1944년 3월 30일

### 보직
- 1909년: 사관후보생
- 1910년: 제52보병연대 폰 알펜슐레벤
- 1917년: 참모 임관
- 1925년: 제8보병연대 9대대장
- 1928년: 베를린 제3사단 참모장교
- 1930년: 베를린 병무청 제4국(훈련국) 참모장교
- 1932년: 국가청소년건강감독국 참모장
- 1933년: 제2보병연대 대대장
- 1935년: 베를린 참모본부 제8국장
- 1938년: 제4육군단 참모장
- 1939년: 제16군 참모장
- 1940년: 제3기갑사단 사단장
- 1941년: 제41기갑군단 군단장
- 1942년: 제9군 사령관
- 1944년 1월 – 3월: 북부 집단군 사령관
- 1944년 3월 – 6월: 북우크라이나 집단군 사령관
- 1944년 6월 – 8월: 중앙집단군 사령관
- 1944년 8월 – 9월: 서부최고지휘관
- 1944년 8월 – 1945년 4월: B 집단군 사령관[148]

### 서훈
- 1914년형 철십자장[149]
  - 2급 철십자장: 1914년 9월 20일[150]
  - 1급 철십자장: 1915년 10월 19일[150]
- 4급 검 바이에른 무공훈장: 1915년 3월 29일[149]
- 검 기사십자 호엔촐레른 왕가장: 1917년 2월 26일[149]
- 2급 메켈렌부르크-슈베린 무공훈장: 1917년 11월 22일[149]
- 3급 오스트리아-헝가리 무공훈장: 1917년 11월 22일[149]
- 오스만 전쟁메달: 1917년 11월 22일[149]
- 1918년형 흑색 전상장: 1918년 8월 27일[149]
- 스페인 십자장: 1939년 5월 31일[149]
- 철십자약장: 1939년[149]
  - 2급 철십자약장: 1939년 9월 22일[150]
  - 1급 철십자약장: 1939년 10월 2일[150]
- 은색 기갑휘장: 1941년 8월 29일[149]
- 1939년형 금색 전상장: 1942년 5월 25일[149]
- 동부전선 메달: 1942년 7월 15일[149]
- 곡엽검금강석 기사십자 철십자장[149]
  - 기사십자 철십자장: 1941년 7월 9일. 당시 계급 중장, 보직 제3기갑사단 사단장[151][152][153]
  - 곡엽 기사삽지 철십자장 74번째 수훈자: 1942년 2월 17일. 당시 계급 기갑대장, 보직 제41기갑군단 군단장[151][154][155]
  - 곡엽검 기사십자 철십자장 28번째 수훈자: 1943년 4월 3일. 당시 계급 상급대장, 보직 제9군 사령관[151][156][157]
  - 곡엽검금강석 기사십자 철십자장 17번째 수훈자: 1944년 8월 17일. 당시 계급 육군 원수. 보직 중부집단군 사령관[151][158][159]
- 국방군 보도에 4차례 언급: 1942년 2월 21일; 1943년 9월 3일; 1944년 8월 5일; 1945년 4월 19일[149]

## 참고 자료
- Adair, Paul (1994). Hitler's Greatest Defeat: The Collapse of Army Group Centre, June 1944. London: Arms & Armour Press. ISBN 978-1-85409-232-8.
- Carell, Paul (1966). Hitler Moves East, 1941–43. New York, NY: Bantam.
- Military Improvisations During the Russian Campaign. Washington, DC: United States Army Center of Military History. 1986. CMH Pub 104-1. 2010년 9월 12일에 원본 문서에서 보존된 문서. 2007년 7월 12일에 확인함.
- Clark, Alan (1995). Barbarossa: The Russian-German Conflict 1941–45. London: Wiedenfeld and Nicolson. ISBN 978-0-297-81429-0.
- D'Este, Carlo (1989). “Model”.   Barnett, Corelli. Hitler's Generals. London: Phoenix. ISBN 978-1-85799-285-4.
- Fellgiebel, Walther-Peer (2000). Die Träger des Ritterkreuzes des Eisernen Kreuzes 1939–1945 [The Bearers of the Knight's Cross of the Iron Cross 1939–1945 — The Owners of the Highest Award of the Second World War of all Wehrmacht Branches] (독일어). Friedberg, Germany: Podzun-Pallas. ISBN 978-3-7909-0284-6.
- Glantz, David M. (1999). Zhukov's Greatest Defeat: The Red Army's Epic Disaster in Operation Mars, 1942. Lawrence, KS: University Press of Kansas. ISBN 978-0-7006-0944-4.
- Glantz, David M.; House, J. M. (1999). The Battle of Kursk. Lawrence, KS: University Press of Kansas. ISBN 978-0-7006-0978-9.
- Görlitz, Walter (1982). Strategie der Defensive Model [Defensive Strategy of Model] (독일어). Wiesbaden; München: Limes-Verlag.
- Haupt, Werner (1997). Army Group Center: the Wehrmacht in Russia, 1941–1945. Atglen, Philadelphia: Schiffer Books. ISBN 978-0-7643-0266-4.
- Hitler, Adolf (2008) [1953].  Trevor-Roper, Hugh R., 편집. Hitler's Table Talk 1941–1944: Secret Conversations. New York: Enigma. ISBN 978-1-929631-66-7.
- MacDonald, Charles B. (1963). The Battle of the Huertgen Forest. Philadelphia, PA: Lippincott.
- Mitcham, Samuel W. (2001). Crumbling Empire: The German Defeat in the East, 1944. Westport, CT: Praeger. ISBN 978-0-275-96856-4.
- Mitcham, Samuel W. (2006). Panzers in Winter: Hitler's Army and the Battle of the Bulge. Westport, CT: Praeger. ISBN 978-0-275-97115-1.
- Model, Hans Georg; Bradley, Dermot (1991). Generalfeldmarschall Walter Model (1891–1945): Dokumentation eines Soldatenlebens [Field Marshal Walter Model (1891–1945): Documentation of a Soldier's Life] (독일어). Osnabrück: Biblio Verlag. XIII–XVII쪽. ISBN 3-7648-1785-2.
- Newton, Steven H. (2002). Kursk: The German View. Cambridge, MA: Da Capo. ISBN 978-0-306-81150-0.
- Newton, Steven H. (2006). Hitler's Commander: Field Marshal Walter Model – Hitler's Favorite General. Cambridge, MA: Da Capo. ISBN 978-0-306-81399-3.
- Niepold, Gerd (1985). Mittlere Ostfront Juni '44: Darstellung – Beurteilung – Lehren [Middle Eastern Front June '44: Presentation – Assessment – Lessons] (독일어). Herford; Bonn: Verlag E. S. Mittler & Sohn.
- Parker, Danny S. (1999). The Battle of the Bulge, The German View: Perspectives from Hitler's High Command. London: Greenhill. ISBN 978-1-85367-354-2.
- Scherzer, Veit (2007). Die Ritterkreuzträger 1939–1945 Die Inhaber des Ritterkreuzes des Eisernen Kreuzes 1939 von Heer, Luftwaffe, Kriegsmarine, Waffen-SS, Volkssturm sowie mit Deutschland verbündeter Streitkräfte nach den Unterlagen des Bundesarchives [The Knight's Cross Bearers 1939–1945 The Holders of the Knight's Cross of the Iron Cross 1939 by Army, Air Force, Navy, Waffen-SS, Volkssturm and Allied Forces with Germany According to the Documents of the Federal Archives] (독일어). Jena, Germany: Scherzers Miltaer-Verlag. ISBN 978-3-938845-17-2.
- Seaton, Albert (1971). The Battle for Moscow. New York, NY: Stein and Day. ISBN 978-0-8128-1364-7.
- Speidel, Hans (1950). Invasion 1944: Rommel and the Normandy Campaign. Chicago, IL: Regnery.
- Stein, Marcel (2001). Generalfeldmarschall Walter Model Legende und Wirklichkeit (독일어). Biblio Verlag. ISBN 978-3-7648-2312-2.
- Stockert, Peter (1996). Die Eichenlaubträger 1939–1945 Band 1 [The Oak Leaves Bearers 1939–1945 Volume 1] (독일어). Bad Friedrichshall, Germany: Friedrichshaller Rundblick. ISBN 978-3-9802222-7-3.
- Thomas, Franz (1998). Die Eichenlaubträger 1939–1945 Band 2: L–Z [The Oak Leaves Bearers 1939–1945 Volume 2: L–Z] (독일어). Osnabrück, Germany: Biblio-Verlag. ISBN 978-3-7648-2300-9.
- Toland, John (1966). The Last 100 Days. New York, NY: Random House.
- Von Seemen, Gerhard (1976). Die Ritterkreuzträger 1939–1945 : die Ritterkreuzträger sämtlicher Wehrmachtteile, Brillanten-, Schwerter- und Eichenlaubträger in der Reihenfolge der Verleihung : Anhang mit Verleihungsbestimmungen und weiteren Angaben [The Knight's Cross Bearers 1939–1945 : The Knight's Cross Bearers of All the Armed Services, Diamonds, Swords and Oak Leaves Bearers in the Order of Presentation: Appendix with Further Information and Presentation Requirements] (독일어). Friedberg, Germany: Podzun-Verlag. ISBN 978-3-7909-0051-4.
- Weinberg, Gerhard L. (2005) [1994]. A World at Arms: A Global History of World War II. Cambridge University Press. ISBN 978-0521853163.
- Werth, Alexander (1964). Russia at War 1941–1945. New York, NY: E.P. Dutton & Co.
- Whiting, Charles (1989). The battle of Hurtgen Forest: The Untold Story of a Disastrous Campaign. New York, NY: Orion. ISBN 978-0-517-56675-6.
- Zaloga, Steven (1996). Bagration 1944: The Destruction of Army Group Centre. London: Osprey. ISBN 978-1-85532-478-7.
- Zetterling, Niklas; Frankson, A. (2000). Kursk 1943: A Statistical Analysis. London: Cass. ISBN 978-0-7146-8103-0.
- Ziemke, Earl F. (1986). Stalingrad to Berlin: The German Defeat in the East. New York, NY: Dorset. ISBN 978-0-88029-059-3.
- Zimmermann, Bodo (1948). OB West: Command Relationships (1943–45): OCMH MS #B-308. Dept. of the Army, Historical Division. OCLC 30520411.